# 로리타 패션

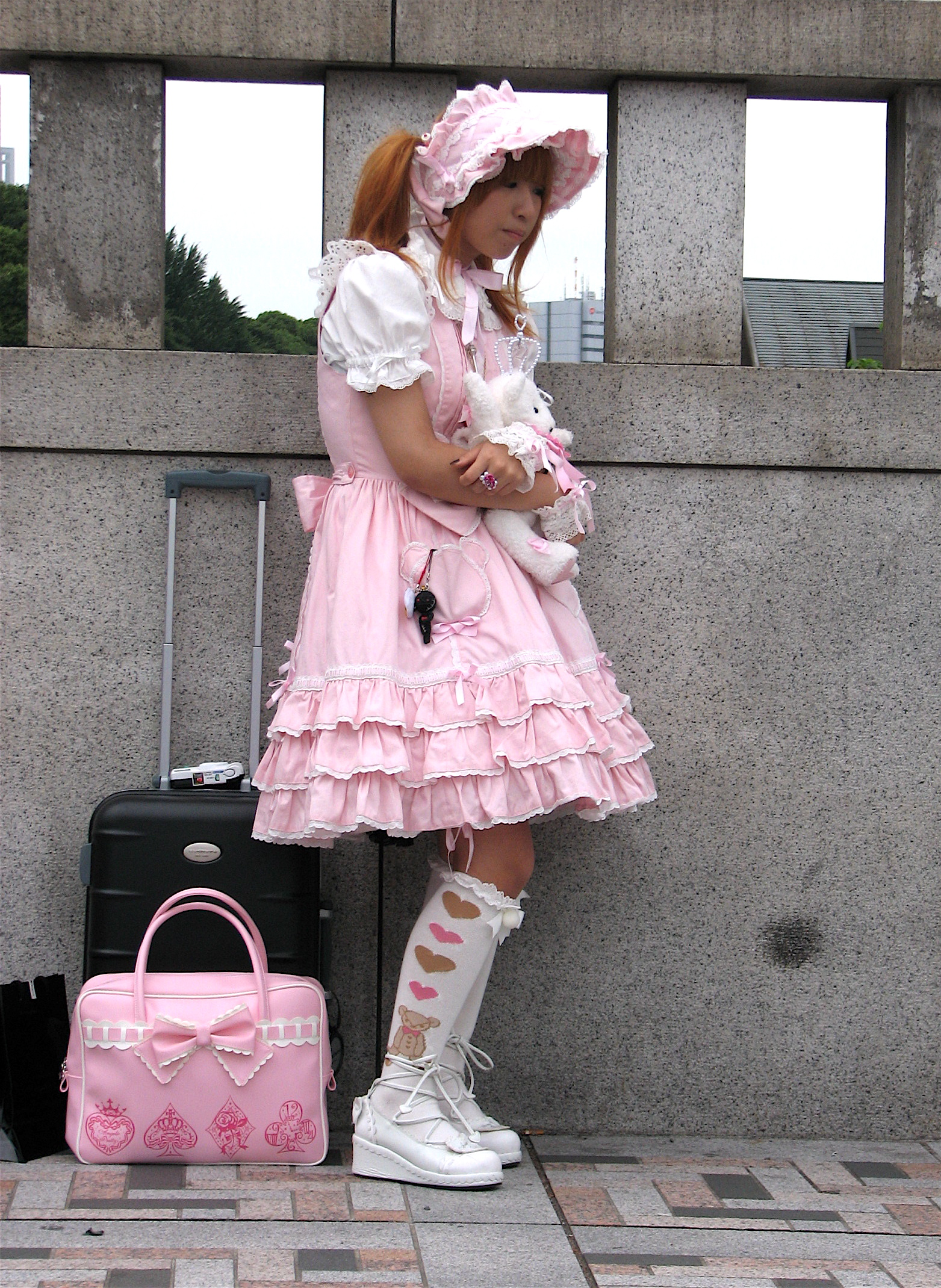
로리타 패션 스타일. 주로 하얀색, 분홍색을 기본으로 유아적인 형태, 프릴이나 레이스 등으로 꾸미고 동화 속의 여주인공이 입는 소녀 드레스 디자인과 닮았다.

로리타 패션(일본어: ロリータ・ファッション)은 일본의 독자적 패션 중 하나이다. 일본뿐만 아니라, 다른 여러 나라에서도 주목을 끌고 있다. 그러한 옷을 취향대로 입거나, 또는 입는 활동에 관심을 기울이는 사람도 로리타라고 한다. 일본에서는 표준어인 ロリータ→로리-타 외에도 ロリィタ→로리‘이(스테가나)’타라 표기하기도 한다.

## 개요

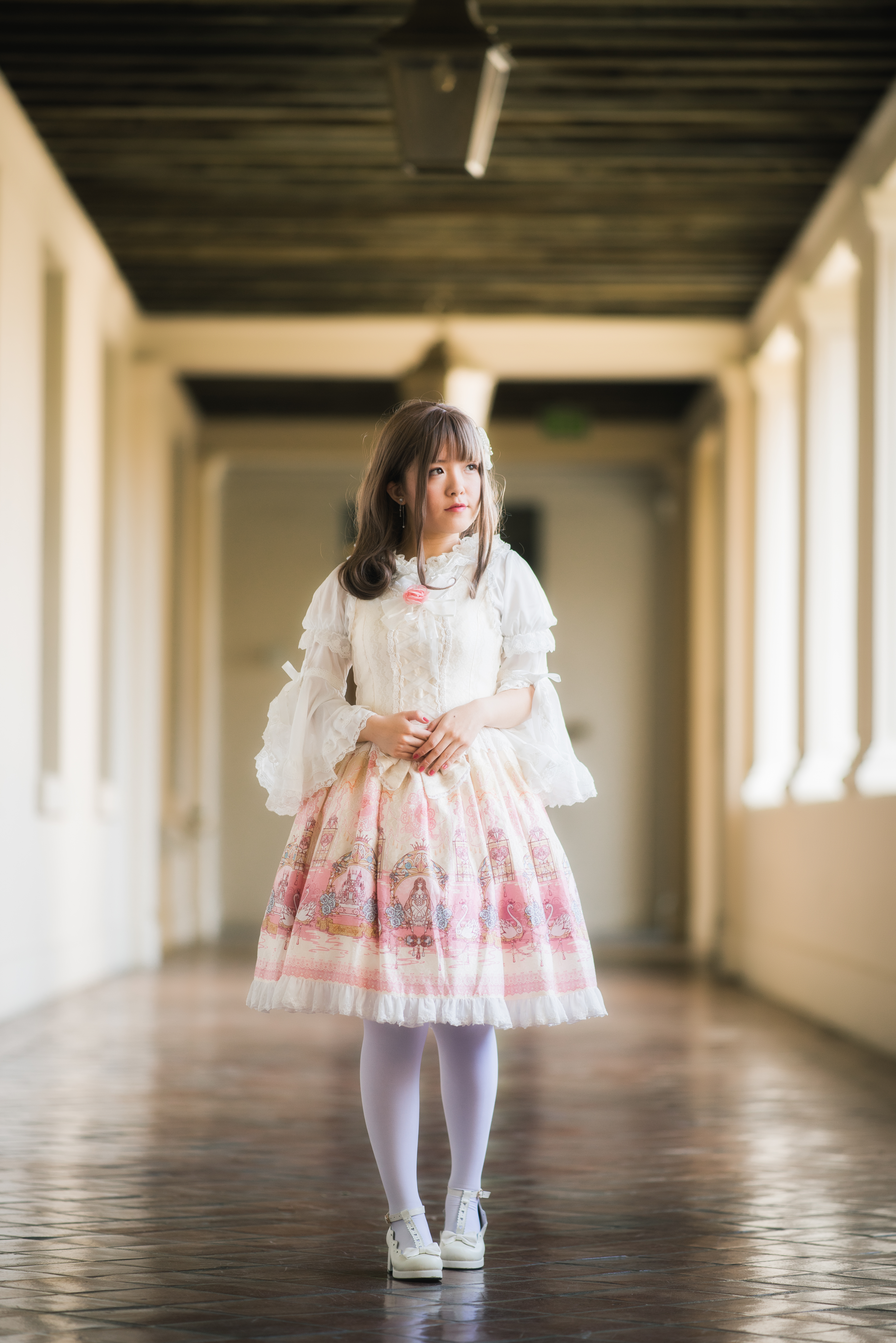

로리타(ja ロリータ[*])패션은 도쿄나 오사카같은 일본 도시 등지에서 2000년대 급증한, 화려하고 과도하게 부풀린 치마로 상징되는 소녀 지향 스트리트 패션이다.
그 특성 때문에 유달리 눈에 띄어서 스트리트 패션 중에서도 존재감이 특별하다.바로크, 로코코, 빅토리안처럼 역사에 존재하는 예술 양식과 소녀 시절에 동경할만한 공주님 이야기 이미지가 한데 섞여있다. 《로리타 의상 도락》(ロリータ衣装道楽)에서는 이렇게 저술했다. "일본은 구미와는 종교 문화도 생활 양식도 다르기 때문에, 현실과 허구를 서로 엮어 자유로운 스타일을 짜낼 수 있었다."
로리타 패션은 본디 자신이 중심인 패션이다. 여성이 멋을 잘 부리는 기준은, 남성의 평가가 영향을 준 부분이 크다는 견해도 있지만, 로리타는 타인이 하는 평가나 사회에 퍼진 유행에 개의치 않고, 그저 자신이 좋아하는 옷을 입는 것이다. 하지만 지금은 브랜드가 많이 세워져서 옷맵시 폭이 넓어졌다. 그렇기 때문에 브랜드마다 개성이 나타나면서도, 거기에 한 양식(스타일)이 자리 잡고 있다.
《로리타 의상 도락》(ロリータ衣装道楽)이나 《로리타 의상 도락II》(ロリータ衣装道楽II)은 그런 양식과 법칙성에 대해 생각하여 유행을 타지 않는 아이템을 예로 들면서도, "‘일반적인 양식’ 을 대강 훑어보고 나서, 굳이 깨부수는 것도 권장합니다."라고 기술했다.
주로 하얀색, 분홍색을 기본으로 유아적인 형태, 프릴, 레이스 등으로 과도하게 꾸민다. 서양 동화 속 세계에서 튀어나온 '공주님'같은 유럽 전기 소녀 드레스와 닮은 스타일을 가리키지만,다케모토 노바라처럼 걸리 패션도 로리타 패션에 포함하여 사용하는 사람도 있다. 또한 로리타 브랜드 아이템을 패션에 아주 약간만 넣거나, 코디네이트할 때 로리타 브랜드가 아닌 아이템을 함께 입기도 한다. 《로리타 의상 도락II》(ロリータ衣装道楽II)에서는 실내복(속옷, 잠옷 포함)을 중심으로 로리타 패션의 애호가의 기호등을 소개했다.또한, 캐주얼 라인 아이템을 발표하는 로리타 패션 브랜드도 있다.
또한 로리타 애호가 사이에서만 강하게 공유하는 독특한 ‘로리타 문화’가 존재하고 그것이 로리타와 다른 스트리트 패션 무브먼트를 엄격히 구별한다.
로리타 패션은 겉모습이 주는 임팩트 때문에 자주 신기하게 보여져, 미디어에서도 거론되고 있다. 로리타의 양복을 향한 열의를 세세하게 집어내는 잡지는 2000년을 경계로 갑작스럽게 늘어났으며, 인터넷에서도 손쉽게 찾을 수 있다.

## 로리타라는 명칭의 의미

### ‘로리타’의 어원
로리타의 어원은 블라디미르 나보코프가 1958년에 발표한 소설 롤리타에 등장하는 돌로레스 헤이즈의 애칭(닉네임) 중 하나인 롤리타이다. (그러므로 작중에서는 돌리, 롤 등으로 불린다.) 이 소설에 등장하는 중년 문학가는 돌로레스 헤이즈에게 첫 눈에 반하고, 돌로레스 헤이즈는 그러한 문학가를 번롱하는 12살 미소녀이다.
또한 이 작품에서 유래하여 ‘10대 초반 가량소녀에게 특별한 감정을 품은 사람’을 롤리타 콤플렉스라 부르기도 한다.
이 돌로레스라는 소녀는 소년기 특유 신비로운 매력을 지닌 마성의 소녀로, 중년 문학가 험버트 험버트를 번롱하여 파멸로 이끈다.
나보코프는 로리타를 연령적으로 어리고 (10대 초반 정도), 언동이나 용모와 자태가 소악마같고, 교태(coquetry)하고 님펫(nymphet)해야한다고 까다롭게 정의했으나, 일본에서 ‘로리타’라는 말은 님프와는 거의 반대로 ‘이미 실제로 어른이지만, 동안이라서 순진함으로 반하게 하는 여성’이나 ‘정말로 아직 에로스를 요만큼도 신체에 지니지 않은 소녀’를 가리킨다. 다케모토 노바라는 로리타를 이야기할 때 ‘나보코프가 정의한 로리타’와, 거기에서 파생하여 뒤집혀버린 ‘일본 특유 로리타 해석’을 정리해서 바로잡지 않으면, 논점이 계속 엇갈려서 혼란을 겪게 된다고 말한다. 그렇기 때문에, 다케모토 노바라는 ‘일본적 해석’ 로리타를 기본으로 정의한다고 말했다. 저서 《패치워크》(パッチワーク)에서 로리타 원류 브랜드인 ‘MILK’ 디렉터 오오카와 히토미(大川ひとみ)는 이렇게 말했다. “‘MILK’의 디자인은 ‘여자 아이(女の子)니까 귀엽고, 조금 부드럽게(ポワーン) 보이고 천사같은 구석에, 악마같은 부분을 지닌 여자 아이’ 또는 ‘어린이같은 부분을 남겨둔 고운 성인 여성’ 이미지로 만들어졌고, ‘천사 탈을 쓴 악마’를 의식하고 있다.”

### ‘로리타 패션’과 ‘롤리타 콤플렉스’의 차이
성적 기호로써 롤리타 콤플렉스는 ‘소녀(또는 소년)’에 대한 성적 집착이지만, 패션으로써 ‘로리타’라 말할 때는 나풀나풀한 레이스와 팔랑거리는 리본 등의 느낌을 가진 것을 지향을 기본으로 한 복장 계통을 가리킨다.
로리타 패션과 롤리타 콤플렉스는 이런 점에서 다르다. 롤리타 콤플렉스에서는 성적 대상인 매혹적인 소녀를 ‘롤리타’라고 따로 통칭하며, 롤리타 콤플렉스 자체는 롤리타적 미소녀를 좋아하는 인간을 가리킨다.하지만, 로리타 패션은 ‘소녀 지향 스트리트 패션'과 ‘소녀 지향 스트리트 패션을 즐기는 인간’을 구별하지 않는다. (혹은, 지금으로서는 구별할 단어가 없다.)또한 소설에서 소녀 롤리타는 분방하고 배덕한 존재로 그려져 있다. 하지만, 로리타 패션은 과도한 노출을 하지 않는등, 성에 관련하여 스토익함(금욕적)에 대한 집착, 더 나아가서는 성적 이미지를 강하게 기피하는 것이 느껴진다는 차이가 있다.또한, 나보코프가 내린 정의와 연령제한(10대 초반 정도)이 차이가 있다. 이건 애호가가 아닌 '제복 이미지 복장 이미지'만을 가리킨다면 적합하고, 모순되지는 않는다.
또한 블라디미르 나보코프 원작 로리타는 지금까지 영화로 두 번 제작됐지만, 가장 처음 제작된 작품인 스탠리 큐브릭이 감독한 1962년 영화 '로리타'(각본은 원작자 블라디미르 나보코프 본인이 썼다.)는 당시 검문 규제 때문인지 분위기가 원작과는 패션성이 높았다. 로리타를 연기한 주연 배우 수 라이온(당시 15세)은 원작과는 달리 로리타가 아닌 붉은 하트형 썬글래스로 대표되는 키치하고 소녀같은 치렁치렁한 패션(일본어: ブリブリ系))으로 몸을 감싸고, 원작과는 약간 님펫을 느낌이 다르게
연기했다. 또한, 나보코프가 정의한 님펫은 9~14세 소녀를 가리키므로 15세는 포함되지 않는다.
실제로 작중에서 험버트가 15세가 된 롤리타를 꺼려하는 장면이 있다.거기에, 작중에서는 롤리타는 12~16세 무렵까지 그려져있으므로, 소설 자체로 보면 당시 15세인 수 라이온도 배역으로는 아무튼 적합하다.
또한, 1995년 3월 16일 니혼케이자이 신문은 당시 일본에서 유행하던 원색계 로리타 스타일과 큐브릭판 로리타가 공통된다고 지적했다. 그리고 1995년 당시 Shampoo라는 영국 2인 편성 아이돌 그룹이 이 큐브릭판 롤리타를 방불케하는 소녀적인 컬러풀&키치한 패션을 입고, 반사회적인 펑크 록을 아기자기하고 달콤한 보이스로 노래하여 주목을 끌었고, 일본 독자 해석의 로리타에 가깝게 활동했었다.
무엇보다도, 당시 HMV 신사이바시점은 아기자기하고 달콤한 목소리와 스타일은 공통되지만 음악적으로 분류할 수는 없다고 하기도 했다.
이 구별 때문에 패션에서 로리타(ja ロリータ[*])를 종종 로리타(ja ロリィタ[*])라고 표기하기도 한다. 또한, 비주얼계 음악이나, 시이나 링고의 구자체를 쓰는 가사를 좋아하는 일부 애호가가, 주로 인터넷을 중심으로 개성의 일환(연출)로써 구자체를 즐겨 사용하는 경우가 있어서, 로리타도 역사적 현대 가나 표기법에서 로리이타(ロリヰタ)라 표기한다. ‘ヰ’는 헤이안 중기까지는 ‘우(う)’에 가까운 반모음(wi)과 모음(i)이 결합한 음절이라서, ‘위(うぃ)’라고 발음했지만, 나중에 아(ア)행, 야(ヤ)행의 ‘이(い)’와 혼동되어 현대에서는 ‘이(i)’와 똑같이 발음하게 됐다. 그러므로, ‘이(ゐ)’ 또는 ‘이(ヰ)’는 ‘위(うぃ)’와 ‘이(い)’ 둘다로 발음할 수 있는 말이며, 현재는 문법적으로 틀리지도 않다.)사용 사례로 비주얼계 밴드 명칭인 Lolita23q(少女-ロリヰタ-23区)등이 있다. 또한, 다케모토 노바라 저 《 로리이타.》(ロリヰタ。)가 있지만, 로리콘과 로리타 옷을 소재로 지은 이야기이며, 로리콘과 로리타를 구별한 ‘ロリィタ’나 본래의 ‘ロリヰタ’와는 정반대 의미이다.

### ‘로리타 패션’과 ‘고스로리’
2004년 즈음부터 일반 세상 사람들은 로리타보다도 ‘고스로리’라는 표현이 더 익숙해졌고, ‘고스로리’가 로리타 패션을 일컫는 말로 다뤄지고 있다.
하지만, 그와 반대로 고스로리는 로리타 패션의 종류 중 하나이며, 로리타 패션에 ‘고딕’ 요소가 들어있어야만 ‘고딕 로리타’라고 부른다는 설이 있다.
(하지만, 그중에는 고딕 패션 계통인 밴드 코스튬에서 생겨났다고 주장하는 애호가도 뿌리깊게 존재한다.)따라서, 본래는 ‘로리타 패션’이 아마로리나 고스로리를 포함한 총칭이라는 설이 로리타 사이에서 유력하다.
또한, 단순히 복장만을 ‘로리타’라고 가리켜 말하는 것뿐만 아니라, “저, 로리타예요.”라고 자기소개를 할 때도 쓰이므로, 로리타 패션을 즐기는 인간 자신을 가리키고, 애호가의 정체성을 표현하는 언어이기도 하다.

## 애호자에 관해서

### ‘로리타’의 원형
현재 ‘로리타’라 불리는 애호가나 패션의 원형은 일본 1970년대 전반부터 1980년대 후반에 걸쳐서 존재하던 ‘Milk’의 애호가나 올리브 소녀나 나고무 갸루이며, 이들 ‘소녀’를 방불케하는 패션이나 그것들을 즐기는 ‘소녀적’인 사람들을 ‘로리타 패션’, ‘로리타 소녀’, ‘로리타’라고 불렀을 가능성도 있으나, 당시 ‘로리타 패션’이라는 말은 ‘옷차림이나 행동이 소녀같다.’라고 대략적으로 가리키는 것이었기에, 지금처럼 ‘전형적인 스타일’이나 ‘양식’은 없었던 모양이다. 그러나, 다케모토 노바라는 1980년대 당시부터 로리타 스타일이 확실하게 정의되었다고 증언하기 때문에 진위는 확실하지 않다.
유행하고 명확히 파악되어 구별된 ‘로리타 패션’ 스타일은 1990년대 초반에 등장하기 시작하였다고 추측된다.
보통 사람들에게도 널리 알려져서 ‘유행’이라고 인식된 건 1994년과 2004년이지만, 1994년에 로리타 로빈쨩(로리타 탤런트)이나 나고무 갸루에 의해 널리 알려진 원색계 로리타 패션 스타일과, 2004년에 불량공주 모모코 영향으로 인식된현대적인 로리타 패션 스타일은 미묘하게 다르다.
이 패션 아류로 추측되는 고딕 앤 로리타(고스로리) 패션에 대하여, “로리타 계열이다.”라는 설과 “1990년대 중반 쯤에 고딕 패션 영향을 받은 비주얼계 밴드의 밴드 코스튬에서 생겨났다.(고딕 계열이다.)”라는 설이 있으며, 진위는 명확하지 않다. 그러나, “1990년대 중반 쯤에 있던 밴드 코스튬에서 파생했다.”라는 설에는, 오쓰키 겐지처럼 “1980년대부터 그 원형은 존재해 있었다.”라고 ‘1990년대 중반설’에 이론을 주창하는 사람이 있다. (다카라노 아리카(宝野アリカ)는 이론을 주창하지는 않았지만, 자기 자신이 “1980년대에 고딕&로리타를 입고 거리를 걷고 있었다”면서 《인조 미녀는 가능한가?》(人造美女は可能か？)에 기술하고 있다.) 그 때문에 고스로리는 로리타 계열로 생각되지만, ‘로리타 펑크’나 ‘클래시컬 계열 로리타’와 비교해도 고스로리는 로리타 계열 중에서는 특별하게 취급되고 있어서, 애호가 뿐만아니라 일반 사람들도 특별하게 본다. (상세한 내용은 일본어 위키백과 ゴシック・アンド・ロリータ의 #ストリート・ファッションとしてのルーツ항목을 참조 바란다.)

### 로리타 패션과 코스프레의 혼동
최근 미디어에서는 로리타 패션을 한데 묶어서 ‘고스로리’라고 부를 때가 많고, 더 심하게는 이른바
아키바붐으로 유명해진 메이드복과 혼동하기도 한다. 로리타 패션을 입는 여성은 고딕 로리타나 메이드복 등 코스프레와 혼동됨을 꺼리는 사람이 많다.
코스프레란 코스튬 플레이의 약어로 캐릭터로 가장하여 연기하는 일을 가리키지만, 로리타 패션도 ‘일상적이지 않은 변신 의상’으로 취급되기도 한다. 코스프레(코스플레이어)용으로 만들어진 로리타옷은 ‘일상적이지 않은 변신 의상’이며, 패션성이나 애호가 취향을 충족하기 보다는 코스프레를 위해 실용성이나 코스플레이어 취향(코스프레 감각)이 중시된다. 그 때문에 시각적으로 알기 쉽게 만들어진다. 한눈에 보아도 '로리타'처럼 보여지기 위해, 실물보다 특징이 덤덤하고 극단적인 디자인이 많고, 남성의 성적 기호를 충족할만한 종류는 노출도 더해지며 데포르메가 두드러진다.
그렇기 때문에, 로리타 패션을 ‘일상적이지 않은 변신 의상’이 아닌 패션으로써 사랑하는 사람은 ‘가장’, ‘코스프레’라고 형용되는 것을 싫어한다.
게이오기주쿠 대학 출판회의 《인조 미녀는 가능한가?》(人造美女は可能か？)에서 집필자 중 하나인 다카라노 아리카(宝野アリカ)가, 고스로리와 메이드는 별개이며 고스로리 애호자는 메이드와 혼동하는 것을 싫어한다고 설명했다. 또한, 고스로리=코스프레라는 공식이 성립되어버린 건 미디어에서 메이드 카페 점원이 크게 거론된 때부터이며, 처음으로 메이드를 보도방송특집에서 보았지만, ‘어딘가 고딕&로리타 느낌’이라고 하면서도 여성이 고양이귀 머리띠를 쓰고 메이드복을 입고서 카메라를 향해 고양이 자세를 하는 모습 등을 보며, “저렴하고 홀가분한 망상과, 착각이 넘치고 있었다.”, “무심코 딴지를 걸게 된다.” 등, 2006년 당시 꽤 동요하던 모습이 책 내용에서 엿보인다. 또한 그 당시 고딕&로리타 소녀에게 메이드상(メイドさん), 모에코쨩(萌え子ちゃん)이라면서 말을 거는 남성이 끊이질 않아서 고딕&로리타들은 그러한 성적인 시선을 굴욕적으로 느꼈다.
또한, 《인조 미녀는 가능한가?》(人造美女は可能か？)의 심포지엄에서 다카라노 아리카는 메이드복으로 여장한 패널 중 한 사람인 게이오기주쿠 대학 문학부 교수 안나에게, “인조미녀 창조자로서, 경솔하게 남자에게 시중드는 메이드는 인정할 수 없습니다.”라고 발언하여, 메이드와 인조미녀인 인형은 다르다고 설명한 적이 있어서, 남자의 욕망을 그대로 표현한 메이드와, 자주적으로 살아있는 몸뚱이인 인형을 목표로 하는 고스로리 소녀는 다른 것이라고 이야기 했다.또한, 다카라노 아리카는 “남자에게 있어서도, 메이드 미녀보다 인조미녀를 시중드는 편이 훨씬 밀도가 짙을 겁니다.”라고도 말하고 있다.
또한, 코스프레에서 메이드 모습과 나란히 무녀 옷차림이 인기가 있다.
아사히 신문 출판, 간다묘진 감수 《무녀씨 입문 초급편》(巫女さん入門　初級編)에는 코스프레 무녀에 대해 어떻게 생각하는지 인터뷰한 부분이 있다.
로리타 패션 애호가가 코스프레와 혼동되는 걸 싫어하는 것과 마찬가지로, 무녀도 현역 무녀가 코스프레와 혼동되는 것을 싫어한다. 간다묘진의 무녀(를 관리하는 리더)에 의하면 애니메이션 등에 등장하는 무녀 의상은 아무렇게 생각하지 않지만, 코스프레하는 사람을 보면 “이상한 모습을 하고 있네.”라면서 위화감을 느끼는 듯하다. 그러나, 어디까지나 코스프레는 다르다는 인식이 있고, 코스프레 무녀가 제대로 옷을 입으면 진짜 무녀처럼 보일 수 있으므로, 우리도 (다른 사람에게) 그런 눈으로 보이는 건 아닐까 하면서 싫다고 느끼는 듯하다. (반면에, 바르게 입는 방법을 조언하고 싶을 때도 있는 것같다.) 로리타는 제대로 만들지 않은 코스프레용 로리타 옷과 내가 입은 옷이 혼동되는 걸 싫어하지만,무녀는 제대로 코스프레를 하면 혼동될까봐 걱정하는 모양새이다. 따라서, 만약에 코스프레용 로리타 옷을 극단적인 디자인을 포함해서 제대로 만들지라도, 간다묘진의 무녀와 똑같이 반응하게 될 수 있다. 그러므로, 로리타가 코스프레 로리타 옷을 싫어하는 원인은 ‘안 좋은 디자인’보다도, ‘코스프레 로리타’와 ‘실제 로리타 패션’이 다른 사람에게 혼동될 수 있다는 것이 아닌지 여겨진다.
또한, 다케모토 노바라는 《패치워크》(パッチワーク)에서 로리타를 일상복이 아닌 “특별한 날을 위한 양복・나들이옷”이라 부르는 부분이 있다.
그러나, 《Fetish》에선 멋부린 옷이기도, 정장이기도 하다는 설명이 있어서,애매모호한 부분이 있는 것처럼 보인다.
한편, 《세상과 나와 로리타 패션》(セカイと私とロリータファッション) 저자인 마츠우라 모모(松浦桃)는 “로리타 패션도 코스튬 플레이도 어떤 롤(역할)을 모방하는, 일종의 ‘놀이’ 성질을 띤 게임임은 틀림없다.”라고 기술하고 있으며, 로리타도 코스프레 범주에 들어가는 ‘메이드상(メイドさん)’도 그 양복을 걸치고 거리로 나오면 패션이 되어, ‘생활’, ‘일상’이 된다고도 기술하고 있다. 그러나, 메이드상(メイドさん)은 ‘특정 부지 안에서 일하는 고용인’으로 일할 때 입는 유니폼이며, 그들은 여가 시간에 메이드가 아니다. 그러므로 메이드상은 로리타보다도 일상적이지 않은 게임 요소가 강하고, 스트리트 패션으로 진출하기 어렵다고 기술되어 있다.
 그와 반대로 로리타는 ‘화려한 드레스를 입은 아가씨’(공주님),’전근대 유럽 소녀’라는 기술도 있다.)등 더 광활한 이미지를 가지고 있어서, 이 이미지의 애매한 크기가 로리타를 패션으로 확장 가능하게 했다고 기술하고 있다.
그러나, 《로리타 옷치장 도락》(ロリータ衣装道楽)은 위에 서술한 바와 같이 코스프레 디자인의 극단성을 지적하고, 로리 패션 애호가는 코스프레라고 형용되는 걸 싫어한다, 고 분명하게 말하고 있다.
또한, 다카라노 아리카는 코스프레로 취급되는 고스로리나 메이드에 대하여, “다 부정하는 건 아니다.”, “그들 중에도 내 노래를 들어주는 아이가 있을 거라고 생각하면, 언니같은 마음으로 지켜보는 관용도 갖고 있다.”며 코스프레 쪽을 배려하면서도, “일찍이 벗이었던, 앨리스의 말예만을 사랑한다.”라고 이어서 기술하였으며, “사이비 간호사나, 제복이나, 애니메이션의 캐릭터 의상과 함께 팔리는 고스로리 옷의 화학 섬유 레이스나 뻣뻣한 천으로, 결코 고결하고 고독한 이상은 감싸안을 수 없다.”라고 《로리타 옷치장 도락》(ロリータ衣装道楽)과 다름없이 코스프레 옷의 디자인이 나쁜 점이 있음을 지적했다.
그러므로, 로리타 애호가는 코스프레라고 형용되는 걸 싫어하기는 하지만, 로리타가 코스프레인지 패션인지, 그것도 아니면 《세상과 나와 로리타 패션》(セカイと私とロリータファッション) 이 말하는 것처럼 그 양쪽 성질을 띠는지는 애호가 사이에서도 의견이 분분하다.
（전격문고 후시미 츠카사 저 《십삼번째 앨리스》(十三番目のアリス) 2에서 전투 메이드 유리의 캐릭터 설정을 본 전격의 편집 담당자가, “고스로리가 아니잖아.”라고 발언했다. (이 작품에는 쿠죠인 앨리스(九条院アリス)라는 고스로리 설정 캐릭터가 많다.) 결과적으로 그 캐릭터 설정은 통과했지만, 2006년 즈음 전격문고 편집부 내에서는 “고스로리와 메이드는 다른 것”이라는 인식이 생긴 모양이다.)

### 로리타 애호가가 성적인 태도를 바라보는 시선
로리타 애호가는 모에(萌え)와 같이 이성이 성적으로 바라보는 것에 대해 태도가 차갑기도 하다.비록 친한 이성일지라도 성적인 시선에서 말하는 “그건 귀엽지 않다고 생각해”, “이쪽이 더 귀엽다고 생각해.”란 말이 (인간은 이러한 말에도 흔들리기 쉽다.) 자신을 흔들고, 로리타를 제한해버리고, 억눌릴 수 있다고 의식하기 때문이다.

또한, 이러한 ‘이성에게 인기를 끄는 것’이나 ‘학교나 근무처 환경’ 등의 속박에서 해방되고 싶다는 감각이나, 자신이 의도하지 않은 방향성으로 보는 시선이 파고 들어오는 일에서 비롯되는, 어떠한 번잡하고 성가신 느낌도 원인이 된다.

이건 여성 뿐만 아니라 남성 로리타 애호가도 느끼는 듯해서, 예를 들면 다카모토 노바라도 저술에서 ‘손수 요리를 만드는 여성’ 뒷면에 있는 욕망을 비판하기도 하며, “애인 취향대로 옷을 입거나, 별로 취향도 아닌데 친구처럼 옷을 따라 입어버리는 사람 등은 아가씨(乙女)는 아니다.” 라고 말하고 있다.
또한, 그는 작중에서 집요하게 직접적으로 성묘사를 하지만, 이건 노바라가 조르주 바타유 저 《에로티시즘》에 적힌 죽음과 에로티시즘의 관계에 감명을 받아, 사고방식이 어느 정도 바뀐 영향에 의한 것이다. 의외로 다케모토 노바라는 사춘기 때 성에 대한 욕망을 증오하고 있었던 듯하다.
그리고 그는 〈Gothic&Lolita Bible vol.1〉에서 원조 로리타로서 토가와 준(戸川純)을 소개하고 있다.마츠우라 모모는, 토가와가 연기하는 로리타는 언제나 성을 추구하고 있지만, 그와 동시에 ‘순결’을 연기하는 일에 마주하여 흉포성을 간직하고 있다고 말했다.또한, 토가와는 사춘기 소녀나 안드로이드, 창부 등의 모티브를 반복해서 쓰고 있다고 말했다.또한, 다케모토 노바라의 《소레이누》(それいぬ)에는 소녀(乙女)의 욕망에 대하여 서술한 장이 있어, 소녀에게도 만인과 같은 성욕은 있으나, 훌륭한 소녀의 성욕은 스트레이트한 모양을 지녀서 방출되지 않고, 현실과 관념의 골짜기에서 소녀의 성욕은 미궁을 맴돈다고 적혀 있다.

### 로리타의 소녀 이미지에 대하여
주로 10~20대 젊은 여성이 입는 패션으로 인식되나, 갸루나, 모드계, 모리걸등 (로리타가 아닌) 젊은이가 입는 옷(若者服)에서도 볼 수 있는 것처럼, 30대~40대 또는 그보다 더 높은 연령층도 즐기기도 하며, 이러한 연령층에서는 클래시컬 계열 로리타가 화려한 장식이 적어서 인기가 생기기 쉽다.
또한, 로리타 패션 애호가는 로리타 패션을 졸업한 후에도 개성적인 복장을 이어가는 경우도 흔해서, 일본에서는, 유행하는 모던 기모노처럼 다이쇼 로망의 정취 있는 레트로한 패션, 로리타 요소가 거의 없는 순수한 고딕 패션으로 비비안 웨스트우드 브랜드 등의 트래드한 양복, 마담이라 칭하는 페이크 퍼를 사용한 페티시나 고져스한 복장, 또는 에밀리 템플 큐트나 밀크처럼 로리타 요소가 있거나, 캐주얼이나 컨트리 취향이 가미된 핑크하우스 브랜드로 곧잘 이동한다.
그리고 남성 중에도 로리타 패션 애호가가 존재한다. 대표적인 인물이 MANA나 다케모토 노바라이다. 완벽하게 여장을 하고 거기에 코스프레가 아니라 패션으로써 로리타를 즐기는 경우, 다케모토 노바라처럼 로리타 브랜드 옷을 남성 지향으로 어울리게 입는 경우가 있고, 맨즈 스커트(men 's skirt)를 사용하기도 한다. 또한, 다케모토 노바라는 저작 《소레이누》(それいぬ)에서 “나는 흔히 호모섹슈얼(동성연애)이라고 오인받지만, 당당한 이성연애이다” 라고 저술하고 있다. (노바라는 그렇게 생각해도 상관없지만, 변명할지 곤란해 하고 있었다.）
또한, 로리타 패션 요소를 넣은 아동복도 존재하지만, 그건 컨셉에 가깝다. 히메 패션 계열이나 핑크하우스와 마찬가지로, 다른 요소가 있는 옷들에 로리타 요소를 넣은 것일 뿐이며, 셜리 템플 등 로리타 요소가 있는 아동복은, 로리타 패션과는 모양과 디자인에 차이가 있으며, 헤드드레스, 본닛 등을 착용하지 않는다.
더욱이, 파티, 코스프레용으로 만들어진 염가 디자인 옷을 ‘고스로리 기모노 드레스’, ‘로리타 아동복’이라고 적어서 팔기도 하므로 주의해야 한다. 그래서 부모가 직접 아동복을 만들기도 한다.
피아노 발표회 같은 곳에서 소녀가 입을만한 옷이란 말을 듣지만, 그것도 디자인 등 세부가 다르다. 게다가, 비스크 돌과 같은 앤틱 인형같은 패션이란 말을 듣지만, 이른바 서양 비스크 돌이 입은 드레스는 네글리제처럼 허리를 강조하지 않고, 헐거운 유아복이 일반적이어서, 로리타 옷 실루엣과는 또 다르다.
또한, 로리타 패션의 이미지 소스는 서양 유래라는 말도 듣지만, 히메 컷이나 파니에로 부풀린 새장 모양 스커트 등은 《솔레이유》(それいゆ) 등의 일본 소녀 소설에서도 선호되는 요소이며, 그러한 일본 소녀 잡지나 다이쇼 시대의 소녀 지향 잡지 일러스트 등도 참고되었을 가능성이 있다.
로리타 패션은 다양한 소녀 이미지가 겹쳐져서 태어난 복장이라고 말할 수 있다.

### 다케모토 노바라가 애호가에 대해 고찰한 내용
다케모토 노바라는 소녀(乙女)의 카리스마 등으로 불리지만,“나는 리더십이 없고, 또한 로리타를 선도하려고 해도 힘에 부친다. 또한 로리타는 자기 멋대로 살아가는 사람들이라서, 자신이 납득할 수 있는 일에 대해서는 전혀 들으려 하지 않기 때문에, 로리타들이 서로 일치단결하는 건 있을 수 없다.” 라고 적고 있다.또한, 다케모토 노바라는 “같은 로리타 중에서도 요시모토 나라가 그리는 소녀 일러스트를 ‘귀엽다’면서 높이 칭찬하는 로리타는 이해할 수 없어서 곤란해져버린다.” 라고 적고 있다. (그는 요시모토 나라의 그림이 귀엽다고 인정하지는 않지만, 요시모토 나라가 그리는 소녀상은 ‘내가 그려내는 소녀(乙女)의 모습과 매우 닮아있다’고 다소 긍정한 바 있기에 그가 요시모토 나라에 대해 느끼는 혐오감은 동족 혐오라고 말하고 있다.)또한 다케모토 노바라는 이렇게 적고 있다. “로리타는 저마다 자신 속에 자신이 만들어 낸 로리타로서 살아가기 위한 정의를 가지고 있어서, 그 정의를 따른다. 이것은 좋고, 이것은 싫고, 이것은 귀엽고, 이것은 귀엽지 않다는 식으로 다양하게 가려내는 것이 로리타이다. 그러나, 방식은 달라도 모든 로리타가 각별하게 사랑하는 것이 기적적으로 존재하는데, 그것이 루이스 캐럴 저 《이상한 나라의 앨리스》이다.” 그러나, 다케모토 노바라는 “앨리스는 로리타의 바이블이 아니며, 로리타의 관심을 끌고 있는 건 책 내용보다는, 맥밀런사가 출판한 오리지널판 《이상한 나라의 앨리스》에 추가된 존 테니얼이 그린 삽화이다.”라고도 적고 있다.

### ‘연령’과 로리타 패션
프릴로 시작하여 지나치게 소녀 취미인 로리타 패션은, 서양에서는 일본만큼 지지받지는 못한다. 서양에서 10대는 늘 발돋움을 하고 있어서, 그들은 성숙을 목표로 하기에 귀여움보다는 섹시함으로 칭찬받는 것을 바라기 때문이라고 다케모토 노바라는 적고 있다.로리타 계열 브랜드의 관객은 주로 10대지만, 그중에선 10대가 지나도 로리타를 버리지 못하는 사람도 있다. 예를 들면, 장식이 지나치게 많아서 로리타를 못마땅하게 여기던 어머니가 로리타인 딸에게 영향을 받아서, 부모와 자식이 로리타 패션에 빠져버린 경우도 있다고 한다. 더욱이, 연배의 여성이 갸루나 로리타 패션을 동경하게 되는 이유를 다케모토 노바라는 ‘귀엽기 때문’이고, 어려운 이상이나 주장은 존재하지 않는다고 이야기하고 있다.서양인이 보았을 때 기이한 스트리트 패션 중에는, 갸루계열 패션도 있다. 로리타와 갸루는 여러 면에서 상반하는 존재이기는 하나, 10대를 넘어서도 갸루 옷을 애용하는 사람이 있어서, 갸루의 성지인 시부야의 쇼핑 센터 109에는 연배의 여성도 드문드문 볼 수 있다고 한다. 그러나, 사회적 시선 속에서는 10대 이상이 입기엔 심하다는 소리를 듣기 십상이다.다케모토 노바라는 나도 성인이 된 남성이지만, 로리타 패션을 애호하고 있고, 부모에게 비판받고 있다고 한다.다케모토 노바라는 서양 여성이 사회인으로서 아이덴티티를 확보해야만 한다고 생각하는 건 훌륭하지만, 양복을 고를 때까지 사회에 대해 생각해야함은 부자유로운 것은 아닌가, 하고 판단하고 있으며,10대를 넘어서도 로리타 패션을 계속 사랑하기 위해서는 자신의 감성이나 가치 기준에 절대적인 자신감과 깊은 생각을 가지지 않으면 어려운 일이라고도 이야기한다.또한 나중에 한 인터뷰에서 다케모토 노바라는 이렇게 쓰고 있다. 젊은 시절에는 자신이 사회에서 특별시되어있던 것을 몰랐다가, 어른이 되고나서 여러 가지로 박해당했단 것을 깨닫고, 어머니에게 “왜 이렇게 될 때까지 내버려뒀던 거야?” 라고 어머니가 자신의 행동을 수정하지 않은 일에 대해 물어봤을 때, 어머니는 이렇게 말했다. “맨 처음에는 몇 번인가 수정하려했지만, 고쳐지지 않아서, ‘살아있으면 충분하다’고 생각하고 포기했다.”(또한, 다케모토 노바라는 컨트리나 PINK HOUSE를 저작 《소레이누》(それいぬ)에서 “컨트리 따위 제기랄같은 놀음! (カントリーなんて糞くらいあそばせ！)”라고 비판했지만, 그런 한편 컨트리에 조금 이끌려버렸음을 자기 비판하기도 하고, 나아가서는 의견이 바뀌었는지 《패치워크》(パッチワーク)의 “캐리어를 월경하는 자유와 의지” 맨 마지막에서 머리부터 발끝까지 PINK HOUSE를 입은 늙은 여성들을 칭찬하고 있다.또한, 다케모토 노바라는 소설가이지만, 부모는 좌익을 싫어하는 데다가 ‘책을 읽으면 좌익이 된다’고 굳게 믿었기 때문에 어릴 적에는 소설을 읽기 위해 고생했다.더군다나 《소레이누》(それいぬ)의 ‘황실예찬’에서, 자신을 좌익적인 인간이라고 적고 있다.
로리타 패션을 시작하는 연령은 다양하지만, 제일 많이 들려오는 이야기는, 부모에게 ‘안 입었으면 좋겠다’라는 말을 많이 듣는다는 것이다. 그렇기 때문인지, 자기 용돈으로 옷을 사기 시작하는 고등학생부터 대학생까지 즈음의 시기에 데뷔한다.한편으로는 키 150cm를 넘었을 때는 이미 많은 로리타 패션이 갖춰져 있었다는 사람도 있다고 한다.
또한, 로리타 패션 애호가 중에는 다양한 직업을 가진 사람들이 있다. 회사원, 영업 사무에 종사하는 사람, 직접 만든 양복 판매에 착수하는 아이 어머니 등.

## 발상과 전개
‘로리타’란 단어에 소녀성을 상징하는 개념을 부여하는 방법은, 블라디미르 나보코프의 소설《롤리타》에서 유래한다. ‘패션’은 보통, 시대나 사회적 역할이나 조직 등 다른 사람한테 기대나 판단의 대상이 될 때가 많다. 그러나, 그 모두를 이 로리타 패션은 거절할 때가 많다는 느낌을 갖게 된다. 또한, 여기에서 말하는 패션의 정의는 그와 같은 복장 또는 현상을 가리킨다.
소설《롤리타》에서 주인공이 첫눈에 반한 소녀를 끝없이 갈망하는 모습에서, 소녀에게 얽힌 성적 공상(섹슈얼 판타지)도 포함한 정의의 소녀 환상이 주목받게 됐다. 롤리타가 사회 전체가 품는 소녀다움의 상징을 의미하는 단어가 됐기 때문에, 남성의 성적 공상이 아닌 ‘소녀 취미’ 그 자체를 롤리타라 부를 때가 있다. 역사에서 봤을 때, 지금의 일본 로리타 패션 원형은 일본 1980년대 중반에 DC브랜드에서 발표되어 유행하기 시작한 돌 패션이라고 추측할 수 있다.틀:誰2 당시 대표적인 브랜드로는, 현재도 컨트리 테이스트로 알려진 ‘Pink House’, ‘田園詩’와 당시 아이돌적인 음악 경향이 강한 옷을 만들던 ‘MILK’ 등이 있다. 그 후, MILK 디자이너였던 무라노 메구미(村野めぐみ)가 세운 ‘Jane Marple’, 마찬가지로 MILK의 디자이너였던 야나가와 레이(柳川れい)가 세운 아동복 브랜드 ‘셜리 템플(シャーリーテンプル)’에서 생겨난 성인 대상 자매 브랜드 ‘Emily Temple cute’ 등의 브랜드가 더해졌다. 또한, 이중에서 이름을 떨친 ‘MILK’, ‘Jane Marple’, ‘Emily Temple cute’ 등은, 노골적으로 로리타 패션임을 내세우지 않았고, ‘BABY, THE STARS SHINE BRIGHT’, ‘metamorphose temps de fille’ 등의 로리타 패션이라고 불리는 브랜드와 비교했을 때. 장식이 유아성을 내포하거나 극단적이라고는 말할 수 없다. 그러나, 그 장식이나 컨셉에 롤리타적인 정신성을 내보이는 게 불가능하진 않다.

### 1970년대
1970년에 ‘로리타의 원류’이자, 현재 로리타 패션이라고 불리는 범위에 속한 브랜드, ‘MILK’가 설립된다.‘MILK’는 신주쿠에 문을 열었을 당시, 가격이 높고 일상에서 입기엔 현실적이지 않은 디자인이어서 주로 아이돌이 무대 의상으로 입었다. 그러나, 이윽고 밀크를 일상복으로 입는 사람이 나타나기 시작했고, 다케모토 노바라가 말하기를, 이때 로리타라 불리는 소녀들과 그 스타일은 자연스럽게 발생했다고 한다.하지만 로리타의 불씨인 MILK나 Jane Marple은 로리타들에게 열렬한 지지를 받았고, 2007년 시점에도 로리타 패션 범위에 들어간다고 인식됨에도 불구하고, 《소레이누》(それいぬ) 간행 당시인 1998년 즈음에는 로리타 브랜드라고 정의되는 걸 거부한 듯하다. 따라서, 1998년 당시는 주로 인디즈 계열 로리타 브랜드가 로리타 붐을 짊어지고 있었다. 그러나, 다케모토 노바라는 같은 《패치워크》(パッチワーク) 내 ‘걸리란 말 따위는 못하게 하겠어’에서, MILK나 Jane Marple이 로리타 패션과 같은 범주에 묶이는 걸 거부하는 것에 대해, 불만스럽게 생각하고 있다고 기술했다.

### 1980년대
1980년대 전반 ‘PINK HOUSE’의 디자이너 가네코 이사오(金子功)가 발언한 소녀적인 스타일이 당대를 풍미했지만, 이 시기의 패션 잡지를 조사한 마츠우라 모모(松浦桃)가 말하기를, 이 시기 지면에서는 아직 ‘로리타’라는 표현은 볼 수 없었다고 한다.
1985년에 MILK에서 독립한 무라노 메구미(村野めぐみ)가 디자이너가 되어, 브랜드 ‘Jane Marple’이 등장한다. 이후 로리타는 유행과 쇠퇴를 반복하면서, 일부 사이에서 이어져 나갔다.
마츠우라 모모는 1987년 9월호의 《유행통신》(流行通信) 20, 21페이지에서 ‘로리타 패션 비판’이란 기사를 발견했지만, 이 기사에는 패션보다는 ‘일정 연령에 이르렀음에도, 옷차림이나 행동이 아직 소녀적인 여성’을 향한 ‘완곡한 쓴소리’가 적혀 있었다.(어느쪽이냐 하면은, 열렬한 패션 비판보다는 ‘소녀적인 특징을 남긴 젊은 여성’에 대하여, 어른스러운 여성이 교육적으로 나무라는 어조로 적은 듯이 보인다. 이 기사는 ‘로리타 소녀’에 비해서 ‘시크하고 재치 있는 여자 아이’가 어떤 것인지 설명한다. 로리타 소녀의 미숙한 언동을 어른스러운 눈높이로 완곡하게 주의를 주는 것처럼 읽힌다.) 이 기사로 1987년 당시, ‘옷차림과 행동에 소녀적인 특징을 남기고 있는, 일정 연령의 여성’을 로리타, 로리타 소녀, 로리타 패션 이라고 부르는 견해가 일반 세상 사람들에게 있었을 가능성을 알 수 있고, 지금처럼 명확하게 패션 카테고리로 구별된 로리타와는 크게 다르다.
그러나, 《스트리트 모드 북》(ストリートモードブック)에 실린 인터뷰에서 다카모토 노바라가 말하기를, 로리타 스타일의 정의는 1980년대부터 있다고 한다. 그러나, 당시 로리타 스타일을 모방한 엉터리 브랜드나, 코스프레에 가까운 것이 많이 나돌게 되었다. 그로 인하여 로리타는 DC 브랜드 붐이 끝났을 때는 패션지 설문조사에서도, 동성과 이성 전부가 싫어하는 패션 1순위가 되어버렸고, 로리타라는 표현 자체에 나쁜 이미지가 따라붙어버렸다고 다카모토 노바라는 설명하였다.또한, 《스트리트 모드 북》(ストリートモードブック)의 연표 1987년 부분에 소녀 “로리타 룩 인기”, 그와 함께 “DC 브랜드 포화 상태・공급 과잉으로 붐 실속”이란 내용이 적혀있어서 다카모토 노바라 발언과 일치하고 있다. 그리고 덴쓰의 광고 경기 연표의 1987년(쇼와 62년) 부분에도, 로리타 룩 유행에 대한 기술이 있다. 이 자료를 보면 로리타 룩은 미니 기장 플레어 스커트, 여학생 느낌의 흰색 옷깃, 프릴이나 리본 등의 디테일이 가미된 스타일이다. 덧붙여, 다카라노 아리카는 1980년대 즈음부터 고딕&로리타로 몸을 감싸고, 거리를 활보한 듯하다. 그러나, 당시 다카라노 아리카가 입었던 모습에 고딕&로리타라는 통칭은 없었고, 사회 인식도 없었다는 듯하다.

### 1990년대
1990년대 처음으로 들어서면, 카테고리로 확실하게 구별된 ‘로리타 패션‘ ’이라는 표현이 《여성 세븐》(女性セブン) (1994년 10월 26일호(26-27페이지)) 등의 잡지에서 가까스로 다뤄지고, 일반 사회에서도 사용하게 된 것을 알 수 있다.
그러나 당시 로리타 패션은, 현재 로리타 패션과는 크게 달랐다. 로리타 탤런트인 로빈쨩이 입은 것처럼, 현재에 미묘하게 가까운 ‘원색 계열 로리타‘나 ‘아동복(주니어 사이즈) 같은 디자인을 10대 후반 이상의 여성이 입는 것‘이 주류였던 듯하며, ‘BABY, THE STARS SHINE BRIGHT‘ 등, 현재 대표적 로리타 패션 브랜드로 알려진 일부 브랜드는 이미 활동을 시작하고 있었지만, 이러한 브랜드가 주로 주장하는 스타일은 아직 일반 사람들에게는 알려지지 않았었다. (현재 로리타 패션 스타일은 로리타 로빈쨩이 활약한 1994년 즈음 굳어졌다.)
또한, 이러한 스타일을 즐기는 여성과 친한 남성도 ‘어린애 스타일‘로 꾸미기도 했기에, 현재 로리타 패션의 여성과 한 쌍이 되는 남장을 한 왕자계나, 고딕 패션을 입은 남성, 다카모토 노바라가 입은 모습과는 꽤 달랐다.
그 흐름과 병행하여, 영국 브랜드 비비안 웨스트우드가 1980년대 후반에 언더 바스트를 극단적으로 가늘게 만든 클래식한 테일러 재킷, 코르셋, 19세기 양식 크리놀린 스커트를 미니 기장으로 줄인 미니 크리니 스커트를 런던 패션 위크에서 발표하였다.

### 2000년대 이래
그때까지 일본에서 로리타 패션은 발전을 보인다. 2009년부터 아오키 미사코(青木美沙子)가 일본 외무성에 의해 카와이이 대사로 임명되어 해외에 로리타 패션을 널리 알리는 활동을 수행하여, 평가를 얻어 나간다. 2013년 2월, 후쿠오카현 후쿠오카시에 세계 최초로 로리타 패션 협회인 일본 로리타 협회가 설립되고, 아오키가 그 협회에 회장으로 취임한다.
중국 웹 사이트 HOKK fabrica는 2015년 7월 4일 기사에서, 기본적인 로리타 패션을 지키면서도, 히잡을 장식이나 프릴로 꾸미고 스커트 아래에 바지를 입는 등, 이슬람교의 가르침에 따른 어레인지를 한 슬림 로리타라는 장르가, 구미 거주 무슬림 여성을 발단으로 탄생했다고 소개하였다.

## 《시모츠마 이야기》(下妻物語)
다케모토 노바라의 소설 《시모츠마 이야기》(下妻物語)는 2004년에 영화 《불량공주 모모코》로 만들어져, 영상 미디어에서 처음으로 로리타 패션을 크게 다룬 작품이지만, 당시 로리타 패션을 애호하던 사람들 사이에서도 의론을 야기한 작품이기도 하다. 《 セカイと私とロリータファッション》(세상과 나와 로리타 패션)에는 이렇게 적혀있다. “《시모츠마 이야기》(下妻物語) 이미지야 말로 로리타란 생각에 불만을 가진 목소리와, 시모츠마=로리타 인식이 있다고 해도, 일반 사람에게 로리타 패션이라는 장르를 알린 적극적인 효과를 중요하게 여기는 목소리로 양립되어, 논쟁이 크게 일어났다.”
소설《시모츠마 이야기》, 영화《불량공주 모모코》 (下妻物語) 안에서 로리타 패션과 로리타(ロリータ, ロリィタ)의 정의는, 첫머리에서 주인공 류가사키 모모코 (竜ヶ崎桃子)가 말하고 있다. 로리타 패션 브랜드 ‘BABY, THE STARS SHINE BRIGHT’를 애호하는 주인공은, 이 패션을 간결하게 말하면 ‘로코코한 정신’을 가진 자라고 이야기한다. 주인공에게 프랑스 로코코 문화는, 그가 사랑하는 시대, 예술, 사상, 미술이며, 동시에 그것을 표현하는 일이 그가 사는 보람이라고 말할 수 있다. 이 작품에서 ‘로리타(ロリィタ)’란, 말하자면 주인공이 사는 방식 그 자체이다. 또한, 이 이야기의 주인공이 로리타에서 찾아낸 것처럼, ‘생산성이 없는 장식 과잉성’, ‘반사회적인 향락성이나 찰나적인 이상을 자신과 남이 함께 느끼게 한다’는 점에 있어서, 이 패션과 이 패션의 일부를 착용하는 사람한테서 로코코한 정신을 확실하게 인지할 수 있다고 말할 수 있다.
거기에, 영화에서는 ‘로리타 패션’의 실물을 후카다 쿄코가 입고 있지만, 영화에서 입은 옷차림이 여러 가지로 틀렸음을 지적하는 목소리도 있었던 듯하다. 예를 들면, 작중에서 후카다 쿄코가 집에서 점퍼 스커트를 선 드레스(여름철에 입는 원피스)처럼 맨몸에 직접 입는 장면이 있으나, 점퍼스커트는 구조상 블라우스 같은 다른 옷 위에 같이 입어야만 하도록 만들어져 있다.
하지만, 복장 자체는 로코코 시대 이외의 장식이 달린 게 많다. (아마로리나 클래식 로리같은 로리타 패션 스타일은, 빅토리아 시대 귀족 아동복이 모델(원형)이다.) 그렇기 때문에, 실제 로리타는 반드시 ‘로코코한 정신을 지닌 자’, ‘로코코의 복각’이라 말하기는 어렵다. 저자 다케모토 노바라는 수필 등 다른 작품에서 “로리타의 정의는 사람마다 다른 것이며, 확실한 정의는 없다.”와 같이 서술하고 있다. 또한 이것들은 어디까지나 ‘류가사키 모모코가 정의한 로리타’이며, 로리타의 정의는 반드시 ‘로코코’해야만하는 것이 아니며, 실제로 현실에서 로리타가 그렇다고는 할 수 없다고도 적혀 있다.
《시모츠마 이야기》(下妻物語) 자체는 모모코가 “친구가 있는지／없는지가 신경 쓰인다”는 고민을 극복해나가는 보편적 테마를 가진 주버널(Juvenile) 소설 형태이다. 그리고 보통 주버널 소설에서는 동물이나, 연배의 동조자나 조언자가 주인공을 이끌고 돕는다. 그러나, 이 영화에서는 주인공 모모코가 가진 불안한 마음을 인도하는 존재가 양복(お洋服)이다. 모모코가 로리타 패션에 보이는 집착은 과혹한 현실에서 도피하는 경지를 넘었고, ‘양복’은 현실을 살아남는 동지가 되었다. 그러나, 모든 로리타가 이 모모코처럼 대사를 매일 소리내어 읽으면서 드레스를 고르는 것은 아니며, 로리타 대부분은 좋아하는 양복과 함께 있고싶다는 애착만으로 로리타를 몸에 걸치고 있다.
저자인 다케모토 노바라는 실제로 로리타 패션을 입는 애호가이지만, 이 작품 자체는 픽션이다. BABY, THE STARS SHINE BRIGHT처럼 실존하는 브랜드나 시모츠마시 등 지명이 등장하지만, 이 작품에 등장하는 로리타는 실제로 있는 ‘로리타 패션’의 극히 일부분에 지나지 않는다.
또한, 로리타 애호가는 일치단결하는 일이 별로 없고, 다른 사람보다도 자신이 ‘좋아하는 것, 싫어하는 것’을 먼저 생각하는 경향이 있어서, 오타쿠(코스프레)나 갸루(히메 계열) 등 ‘서로 이웃이 되는 문화’에 대한 의견도 사람마다 다르고, 차이가 크다. 이 특징은 패션 취향에도 반영되어있어서, ‘어떤 요소가 많은가?’, ‘어떤 기호를 더하는가?’와 같은 패션 기호도 개인차가 격심하다.
영화 《불량공주 모모코》처럼, 위키백과에 실려있는 내용도 실제 로리타 패션에서 극히 일부분에 지나지 않는다는 것을 유의해 둘 필요가 있다.
이 영화가 공개된 2004년을 시작으로 고딕 로리타를 소재로 성인 비디오나 성인 게임이 발매되기 시작한다.

## 로리타 패션의 이미지 소스

### 이미지 소스가 되는 시대・풍속・문화
실내복에 중점을 둔 《로리타 의상도락II》(ロリータ衣装道楽II)에서는, 로리타 이미지 소스가 되는 시대 풍속・문화로 바로크, 18세기 로코코시대, 19세기 빅토리아 시대와 같은 유럽의 양식・풍속 외에도, 일본의 다이쇼 시대등을 싣고 있다.
또한, 프랑스・영국 등 나라 이름도 몇 개 싣고 있으며, 프랑스 귀족이 휴일을 보내는 방법이나,영국의 애프터눈 티와 같은 풍속에 대해서도 이야기하고 있다.

### 로리타 이미지 소스로 다뤄지는 작품
로리타 이미지 소스로 다뤄지는 작품으로, 《로리타 의상 도락II》(ロリータ衣装道楽II)에서는 로라 잉걸스 와일더의 《Little House on the Prairie》(초원의 집)과 그 속편 《Little Town on the Prairie》(대초원의 작은 마을),에니드 블라이턴의 아동 소설 《말괄량이 쌍둥이》(St. Clare's) 시리즈를 소개하고 있다.《로리타 의상 도락》(ロリータ衣装道楽)에서는 스테디셀러인 존 테니얼의 《이상한 나라의 앨리스》,《거울 나라의 앨리스》를 시작으로, 아그니에슈카 홀란트 감독 영화인 비밀의 화원 주인공 메리를 소개하고 있으며, 영화 처음에서 메리가 캐미솔과 드로워즈 모습으로 갈아입는 모습이 있고, 그것이 따라하고 싶어질 만큼 귀엽다고 적고 있다.다케모토 노바라도 《소레이누》(それいぬ)에서 ‘F식・비밀의 화원’이라 제목을 붙여 그 매력을 이야기하였다. 또한, “일단 원작의 체재를 취하고 있으나, 어디까지 그건 알리바이이며, (노바라는 “‘그런 정곡을 찌르는 견해를 취하고서’라고 꾸지람을 들을지도 모릅니다.“ 라고 말하면서도) 곳곳에서 상징적인 오브제나, 프로이트적 페티즘이 아로새겨져있고, 특히 마지막 장면은, 의미 깊고 조르주 바타유나 가네코 구니요시(金子国義)가 좋아하는 ‘야상(夜想)’파 소녀 지향 작품“이라고 감상을 서술했다.

#### 소녀가 등장하는 동화
소녀가 나오는 동화는 로리타 패션의 이미지 소스이다. 가장 사랑받고 있는 건 이상한 나라의 앨리스이며, 이 작품이 로리타의 본보기같은 존재가 된 이유는, 디즈니판 애니메이션이나 존 테니얼 삽화 덕분에 비주얼 이미지가 확실하게 정착되어 있기 때문은 아닌가, 라고도 말한다. 그밖에 백설공주, 신데렐라, 라푼젤, 빨간망토 소녀 등 여러 가지 이야기가 선호되고 있으나, 로리타가 동화를 동경하는 건 동화 속에 숨겨진 이면의 의미나, 로맨틱한 꿈속에 잠재한 그늘과 에로티시즘을 매혹적으로 느끼기 때문은 아닌가, 라고도 말하고 있다.

##### ‘앨리스’와 로리타 패션
다케모토 노바라는 가치관이 다른 로리타 사이에서도, 왠지 방식은 다르지만 모든 로리타가 각별히 사랑하는 것이 기적적으로 존재하는데, 그것이 루이스 캐럴 저 《이상한 나라의 앨리스》라고 말하고 있다. 또한, 다케모토 노바라는 “앨리스는 로리타의 바이블이 아니다. 로리타의 관심을 끌고 있는 건 책 내용보다는, 맥밀란 출판사가 출판한 오리지널판 《이상한 나라의 앨리스》에 추가된 존 테니얼이 그린 삽화이며, 존 테니얼이 그린 앨리스는 독보하여 다양한 굿즈가 되어 세상을 나돌고있고, 앨리스의 열렬한 컬렉터가 되는 로리타는 많다고 한다. 로리타가 지지하는 테니얼, 디즈니, 가네코 구니요시가 그린 감성이 다른 각각의 앨리스를, 삼대 앨리스(三大アリス)라 이름지어, 자신도 모으고 있다.”라고 하였고,앨리스가 로리타에게 선호되는 이유에 대하여 “나카하라 준이치(中原淳一), 카네코 쿠니요시(金子國義), 루이스 캐럴 (테니얼은 아닌?) 등이 그린 소녀상은 명백하게 여성 인권을 무시하고 있으며, 그런 환상을 세상의 소녀들은 바보 취급하고 있지만, 남성이 하는 너무나도 완벽한 요구는, 디스 커뮤니케이션(대인 커뮤니케이션 장애)이 현저하면 현저할수록, 소녀들은 거기에 슬레이브가 되어 내 아이덴티티를 확보하는 것이 가능해지고, 거꾸로 어떤 망설임도 없이 작품에 공감할 수 있다.” 라고 말했다.
또한, ALI PROJECT의 다카라노 아리카도 어린 시절부터 이상한 나라의 앨리스를 탐독하고 시를 지을 때 영감의 원천으로 삼았다고 한다.다카라노 아리카는 앨리스가 자신과 한 글자 다르다는(아리스, 아리카) 이유도 있었지만, “넌센스 세계의 기묘한 등장 인물에게 이끌려, 서투른 상상력으로써, 판타지라는 말조차 모르는 채로 이상한 나라에서 떠돌고, 그리고 무엇보다도 다른 이야기에서 등장하는 아이들 (예를 들어 소공자 세드릭이나 소공녀 세라
등)처럼 착한 아이와는 다르고, 어딘가 자기 위주로 조금 방자하고, 이상한 말만 하는 앨리스”에게 지금까지 없던 매력을 느꼈다고 한다.또한 다카라노 아리카는, ”소녀의 시작은 앨리스이며, 현재 고딕&로리타라 불리는 소녀들의 문화도, 이곳에서 처음을 이루는 것은 아닌지 생각하면, 그 심층에 은수저를 넣어 떠낼 때는 손쉬운 것은 아닐까. 자주 혼동되는 코스튬 플레이와 차이도 뚜렷해질 것이다.”라고 적었다.다카라노 아리카도, 다케모토 노바라도, 이상한 나라의 앨리스 등의 동화를 아동 서적, 어린이용 책이라고 내려다보지 않고, 그곳에 감춰진 은유나, 정치적인 의도, 진의 등을 어른스러운 시선으로 고찰하는 모습이 엿보인다. 또한 다케모토 노바라는 《소레이누》(それいぬ)에서, ‘메르헨과 판타지의 차이’에 대해 적고 있으며, 거기서 그는 오시마 유미코가 그린 소녀 만화 《와타노 구니호시》(綿の国星)를아동용이며 안이한 메르헨이 아닌, 꼬마 고양이 시점으로 세계를 재구축한 중후한 판타지라고 적고 있다.

### 그 외 이미지 소스
다케모토 노바라 저 《소레이누》(それいぬ)의 ‘박물관과 장례식’에서, 다케모토 노바라에게 로리타는 항상 죽음과 마주보는 것과 같으며, 로리타의 빨갛고 커다란 리본도, 프릴 블라우스도, 모든 것을 죽음의 상징처럼 느낀다고 한다. 또한, 로리타를 즐기는 경향이 있는 아이템은 모두 ‘생(生)의 페이크’이자 ‘관 속의 픽션’이라고도 말하며, 로리타가 동경하는 건 실물적인 죽음은 아닌 관념적인 죽음이라고 한다.

## 로리타 패션 특징
마츠우라 모모의 《세상과 나와 로리타 패션》(セカイと私とロリータファッション) 에서는 다음 3개를 로리타 패션의 특징의 예로 든다.
1. 소녀성을 주장・강조하는 디자인. (레이스, 리본, 프릴 등 모티브를 사용한다.)
2. 레이싱(끈을 엮어올린) 스커트 안에 파니에(속치마)를 겹쳐입어 부풀리거나, 전근대 유럽 디자인을 도입한 것. (기능은 완전히 같다고 할 수 없다.)
3. 성인 사이즈이지만, 스타일 전체 이미지가 10대 소녀 인상으로 통일되는 것.[110] 그러나 이들 특징도 시기에 따라 조금씩 달라진다. 도한, 모티브에는 체리나 딸기 등 과일, 장미등 꽃무늬(로리타 패션에서는 장미 무늬가 자주 등장한다.),[10] 하트 모양, 왕관, 공주님이나 요정 등 동화도 쓰인다.[10]로리타는 움직이기 편한 것보다도, 귀엽게 보이는 것에만 집중한 옷차림이며, ‘공주님・아가씨’를 향한 동경이나 매력을 느끼게 하는 양복이기도 하다.

### 코디네이트 특징

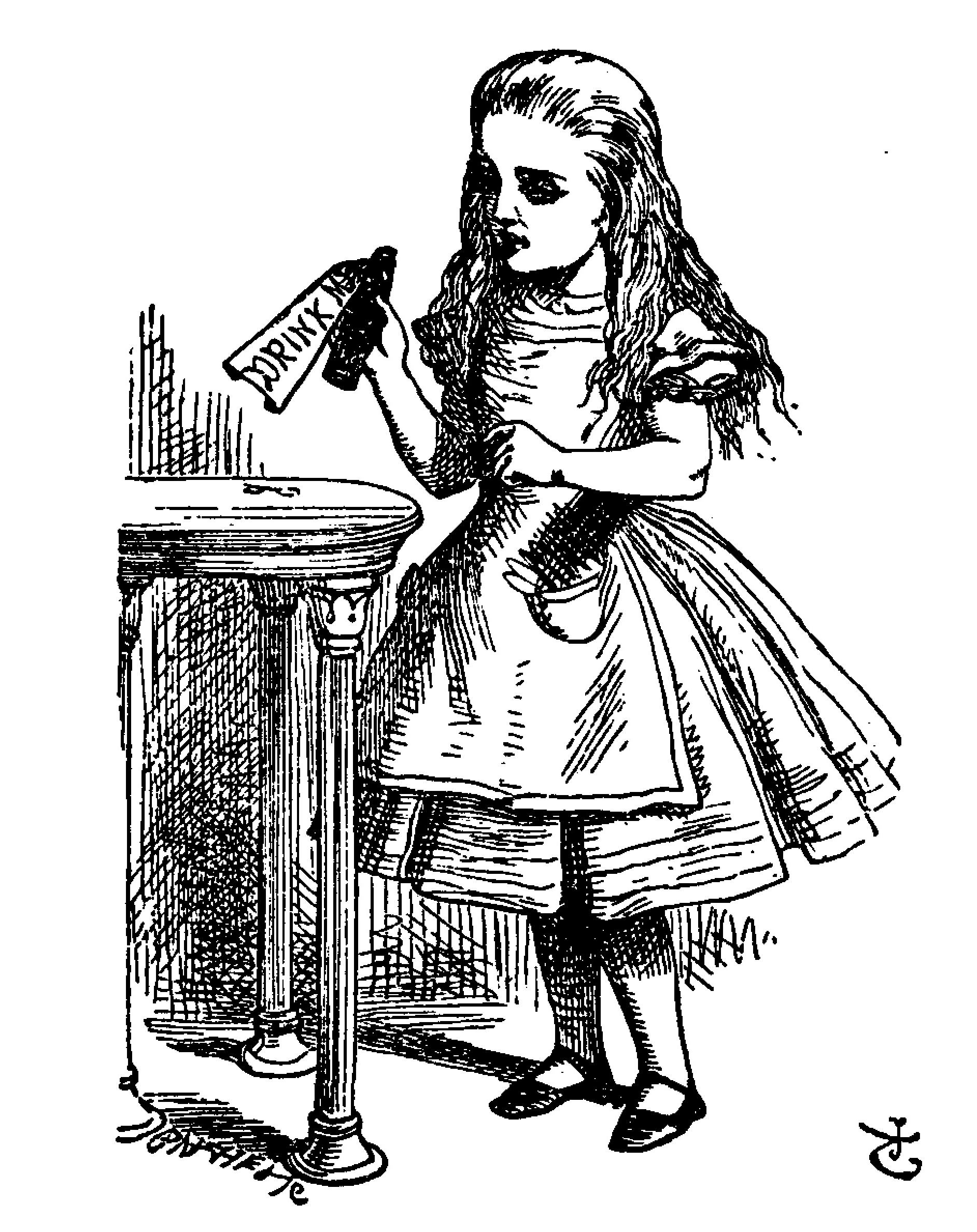
앨리스

#### 복장
로리타 패션에서 기본 중 하나는 점퍼 스커트이며, 거기에 둥근깃 블라우스를 입는 게 정석 코디네이트이다. 점퍼스커트는 보통 맨살에 직접 입지 않고, 다른 옷 위에 겹쳐 입는 것이다.로리타 패션에서 블라우스는 기본적으로 하얀색・검은색・베이지 이 세 가지 색을 입는다. 점퍼스커트 외에도 로리타 패션에서는 버슬 스커트, 개더 스커트, 플레어 스커트 등도 입는다. 로리타 패션은 인터넷에서 살 때도 있으나, 로리타 패션 브랜드 대부분은 한 사이즈이며, 디자인이 귀여워도 맞지 않을 수 있기 때문에, 실제 점포에 갈 수 있는 사람은 우선 실물을 보고서 꼭 입어보는 게 좋다.기본적으로 로리타 패션은 로리타 브랜드로 전신을 통일하는 게 안정적이다.보통 파니에를 스커트 아래에 입으면, 코트에 스커트가 들어가지 않기 쉽다. 따라서, 겨울철에는 로리타 브랜드 코트를 살 것인지 검토할 필요가 있다.또한 이상한 나라의 앨리스의 앨리스 이미지를 따라, 드레스나 스커트 위에 겹쳐 입는 에이프런 스커트도 로리타 패션에서 입을 수 있다. 앞치마는 요염(coquettish)하고 귀여운 분위기를 낼 수 있지만, 앞치마는 비주얼 이미지가 강하기 때문에, 애니메이션 코스프레와 혼동하기 쉬워서 곤란한 점이 있다.

#### 언더 웨어
스커트 아래에는 파니에(속치마)를 입어서 부풀리고, 이렇게 부풀린 스커트 아래로 속옷이 보이는 것을 막기 위해 드로워즈(속바지)를 입는다. 또한, 종 모양 스커트에 파니에를 입으면, 스커트가 더욱 떠오른 형태가 된다. 로리타는 도촬당하기 쉽고 역 계단 등에서 아래에서 사진을 찍힐 수 있으므로, 종 모양 스커트 아래에는 드로워즈와 블루머를 꼭 입는 게 좋다.
파니에는 로리타 필수 아이템이다. 로리타 계열 스커트는 안감에 튈을 넣어서 라인이 펼쳐지는 디자인이 많지만, 로리타는 동화 속 공주님처럼 로코코하게 부풀리기 위해서 파니에를 사용한다.볼륨도 파니에마다 전부 다르고 여러 가지이며, 길이, 색, 디자인이나 소재도 다채롭다. 그러나, 파니에를 입으면 스커트 부피가 커져서, 지하철 좌석에 앉았을 때 옆 사람에게 폐를 끼칠 수도 있다는 약점이 있다.파니에는 보통 스커트 아래에 한 장 겹쳐서 입지만, 익숙해진 사람은 디자인에 맞춰 몇 장씩 입기도 한다. 초보는 부드러운 오건디나 쉬폰 소재, 하얀색을 고르는 것을 추천한다.또한 스커트 아래로 드로워즈 옷자락을 내보여서, 노스탤직한 분위기에 잠기는 것도 좋지만, 그게 싫다면 자주 입는 스커트 길이에 딱 맞춰서 고르는 게 좋다. 그리고 다케모토 노바라는 로리타 스타일에 도전하고 싶지만 거부감 있는 성인 여성에게 코르셋 드로워즈 파니에 등, 약간 로리타 분위기가 나는 아이템을 옷장에 조금씩 도입하는 것을 제안했다.
또한, 미니 기장 스커트에는 드로워즈보다도 기장이 짧고, 허리와 소매가 고무줄로 마무리된 블루머(로리타 패션에서 블루머는 드로워즈 길이를 짧게 줄인 듯한 모습이며, 이른바 일본 체육복 블루머보다 우아하고 고전적인 디자인이다.)가 어울린다.

#### 머리
로리타다운 비주얼 이미지를 만드는 데에는, 앞머리를 반듯이 잘라 가지런히 정돈하는 것이 가장 효과적이며, 숱이 적고 긴 앞머리보다는 숱을 많게 하는 게 인기가 있다. 헤어스타일은, 옆머리를 짧고 반듯하게 잘라 정돈한 스트레이트 헤어인 히메컷이 로리타 사이에서는 정석이 되어 있고, 또한 블로킹(고정)한 머리다발을 좁은 고데기로 감은 고져스한 세로롤은, 로리타의 동경이다. 그 밖에도 컬리 헤어(ja カーリーヘア[*])(전체에 가볍게 컬을 준 머리)나, 웨이브 헤어, 땋은 머리, 또는 땋은 머리를 둥글게 말아서 모은 것, 트위스트 헤어(하나로 땋아내린 머리) 등이 있다. 로리타에 짧은 머리는 그다지 어울리지 않지만, 만약 한다면 숱을 쳐서 가볍게 하기 보다는, 역시 무거운 실루엣을 만드는 듯하다. (하지만, 로리타는 헤어스타일에도 개인 취향이 반영되기 때문에, 고딕이나 펑크 스타일을 즐기는 사람 중에서는 울프나 샤기를 넣어 랜덤하게 완성하기도 하는 듯하다.)가발은, 지금까지 세로롤처럼 재현하기 곤란한 머리 모양을 재현하거나 교칙 때문에 염색할 수 없어서 많이 썼지만, 최근에는 코디네이트 완성도를 높이기 위해 쓰는 사람이 늘었다. 또한 머리에는 커다란 리본이 달린 카츄샤나 로리타 콤(ja ロリィタ コーム[*]), 헤드드레스, 보닛, 미니햇, 티아라 등을 쓴다.
로리타에게 인기있는 머리 색은 금발(블론드), 흑발(브루넷), 갈색머리(브라운)이다.하지만, 최근에는 분홍색이나 하늘색 등 임팩트가 강렬한 색도 유행하고 있다.

#### 양말과 신발
양말은, 주로 프릴이나 레이스가 달린 긴 하이삭스, 오버니삭스, 앵클 삭스 (발목 양말), 타이츠를 신는다. 하얀색, 검은색, 가로 줄무늬 등의 무늬, 아가일 체크 등 격자 무늬가 많다. 거기에 신발은 끝이 둥근 구두(ja おでこ靴[*]), 스트랩 슈즈가 기본이지만, 그밖에도 밑창이 나무로 된 통굽 신발, 발레리나 슈즈, 레이스 업 부츠 등을 신는다.

##### 여름의 양말과 신발
로리타 패션에서는 샌들이나 맨발은 그다지 선호되지 않는다. 이유는 볼륨 넘치는 장식적인 옷에 비해, 밭밑만 위화감이 생생하게 생겨서, 시원함보다는 ‘잘못 신은 것’처럼 보이기 때문이다. 그렇기 때문에 《로리타 의상 도락》(ロリータ衣装道楽)에서는 “맨살을 드러내지 않는 방법으로 여름다운 발끝을 표현합시다.” 라고 적고 있다.샌들은 통일감이 깨지지만, 꼭 맨발로 코디하고 싶다면《세상과 나와 로리타 패션》(セカイと私とロリータファッション) 에서는 “양복도 선 드레스(여름에 입는 옷)처럼 가벼운 차림을 하고, 엮은 끈 등이 장식된 귀여운 뮬을 신으면 밸런스가 좋고 품위 있게 통일된다.”라고 적고 있다. 그러나, 같은 책에서 인터뷰한 다른 애호가가 “뮬은 어중간하게 보인다”고 말하기 있기에, 로리타 패션 전체에서는 샌들이나 뮬을 싫어하는 모양이다.

## 로리타 패션의 종류
근래에 로리타 패션은 급속하게 일반 사람에게도 인지도가 높아짐에 따라, 내부에서는 카테고리 상세화가 진행되어, 애호자 사이에서도 정의가 어려워졌다. 이것에 대하여 《로리타 의상 도락》(ロリータ衣装道楽)은 “그건 음악 장르와 똑같이, 개인 주관에 의해 정의가 변한다. 즉 입는 사람의 기분에 따라 다르다고 말할 수 있다.“라고 적고 있다. 또한 로리타 카테고리의 의미나 정의에 대하여 “사람에 따라서는 미묘한 차이를 모를 수 있어서, 자기 스타일이 생각과 다른 카테고리로 형용되어, 복잡한 기분이 될 때가 많을 수도 있겠죠. 또한, 카테고리 정의에 충실하려 해서, 코디네이트에 대해 고민하는 사람이 있을지도 모릅니다. 이러나저러나, 내가 좋다고 생각하는 모습을 하는 것이 로리타의 진실이니까, 크게 신경질적으로 생각하지 말고, 옷차림을 순수하게 즐기는 게 중요해요.”라고도 서술하고 있다.이 패션은 현재, 입는 개인의 기호에 따라 세세하게 나뉘어 변천하고 있다. 종류가 확산되어 있기 때문에, 로리타 패션의 대상은 방대해져서, 목록으로 만들어지는 의미도 옅어지고 있다.

### 대표적인 종류

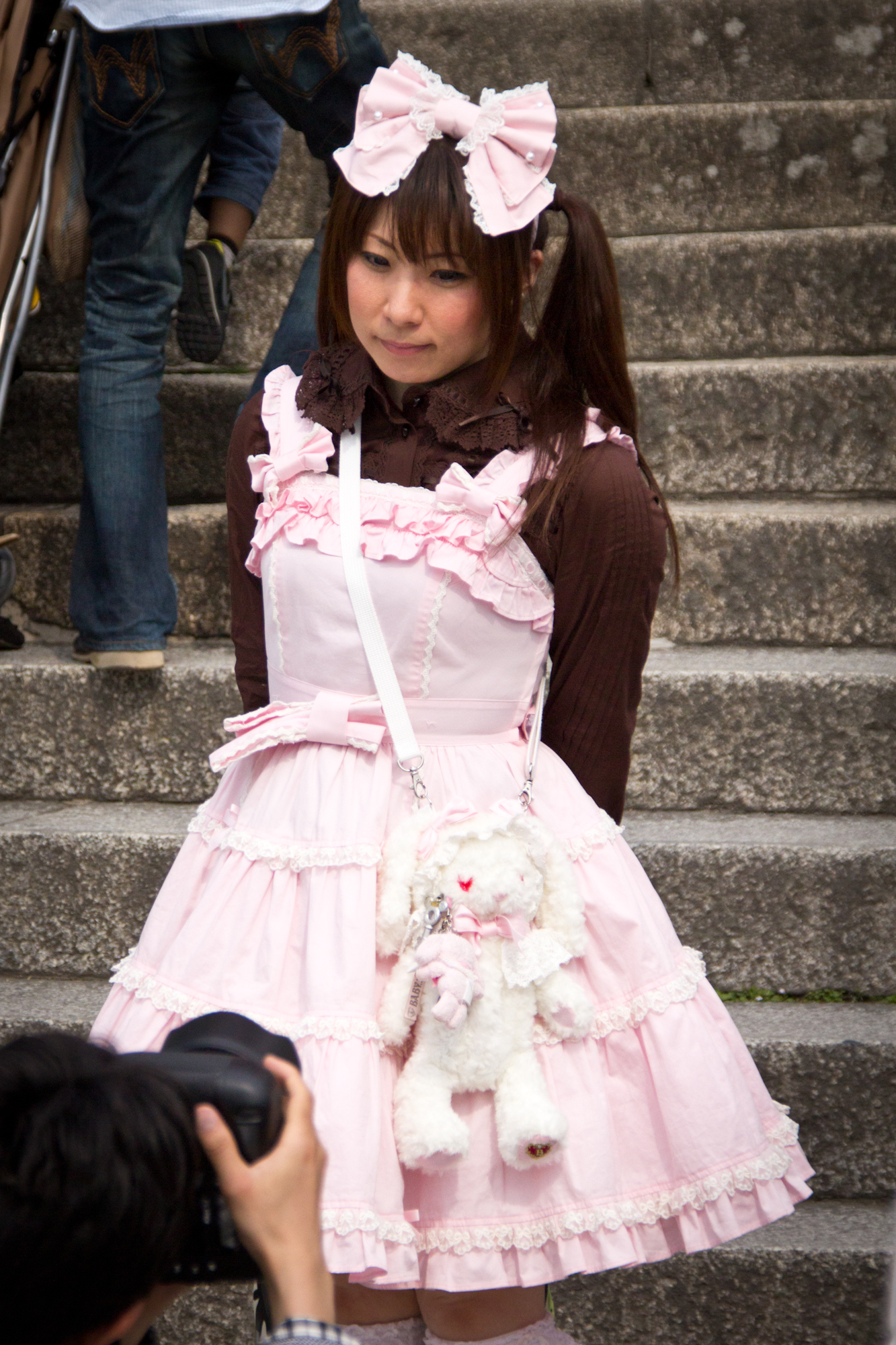
아마로리

아마로리 (en Sweet Lolita[*], 일본어: アマロリ)
공주처럼 달콤하고 귀여운 로리타 패션을 이르는 말로, ‘귀엽게 꾸미는 것’이라는 왕도에 철저한 스타일이다.아이템 라인업도 빨강이나 분홍 등, 다채롭고 화려한 게 많다. 《로리타 의상 도락》(ロリータ衣装道楽)에는 “아마도 고스로리 장르가 탄생하고 나서, 고스로리라는 말이 독보하기 시작했을 무렵에, 그 대칭점에 있는 스타일을 정의하기 위해 발생한 말은 아닌가” 라고 기술되어 있다. 기본 바탕색에 따라 ‘시로로리(ja 白ロリ[*])’, ‘핑크로리(ja ピンクロリ[*])’, ‘쿠로로리(ja 黒ロリ[*])’ 등으로 나뉜다.즉, 고딕 요소가 없는 시로로리와 쿠로로리는, 넓게 말해서 아마로리에 포함된다. ‘Angelic Pretty’, ‘BABY, THE STARS SHINE BRIGHT’‘metamorphose temps de fille’등이 대표 브랜드이다. 로리타 기본형인 점퍼스커트에 프릴 블라우스를 입는 전형적인 로리타를 코테로리(ja コテロリ[*])라 부르기도 한다.
소설 《시모츠마 이야기》(下妻物語) 주인공도 이 아마로리를 입는다.

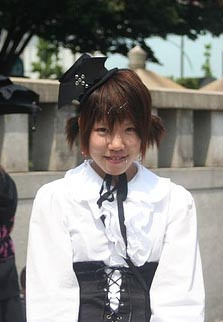
고스로리 정석 모티브인 십자가(クロス)와 박쥐(コウモリ)를 이용해 꾸미고 있다.고딕 로리타에서는 검정을 메인 컬러로 쓰지만, 하양도 쓰인다고스로리에는 어둡고 배덕적인 ‘고딕’ 요소가 있다.

고스로리 (en Gothic and lolita[*], 일본어: ゴスロリ)
‘고딕 앤 로리타’ 항목도 참고할 것. 고스로리란 고딕 요소를 도입한 로리타 패션을 말한다. 고딕 로리타, 고스로리 계열, 고딕&로리타라고도 한다. 메인 컬러는 검정으로, 십자가(クロス)나 박쥐(コウモリ), 해골 등의 정석 모티브, 수녀나 뱀파이어를 떠올리게 하는 디자인이 많이 보이지만, 체리나 귀여운 모티브를 넣은 흑로리에 가까운 것도 있어서, 흑로리와 경계가 애매하다.19세기 영국 양식의 아름다움과 동화에 내포된 기이성을 융합한다. 퇴폐적인 한편 소녀적인 스타일. 원래 서양에 존재하던 고딕 패션이 일본 록 세계에 흘러 들어와, 청중인 소녀들에게 소화되어 태어난 스타일이라고도 생각된다.《시모츠마 이야기》(下妻物語)에서 모모코가 입은 로맨틱한 분홍색 등 밝은 드레스는 애호자 사이에서 고스로리라고 불리지는 않는다.
히메로리 / 오지로리 (en Princess Lolita & Prince Lolita[*], 일본어: 姫ロリ / 王子ロリ)
히메로리란, 아마로리를 공주 느낌이 나게 차려입은 로리타이다.
갸루 들에게 인기가 높다. 그러나 갸루가 연출하는 히메로리는 노출도가 높고, 정통파 로리타 중에 싫어하거나 반대하는 사람도 있다. 갸루처럼 되지 않기 위해서는 노출도를 낮추고, 머리를 올려도 어디까지나 기품 있게 매듭짓고, 행동할 필요가 있다. 따라서, 맨발로 다니는 등 노출은 하지 않는 게 좋다.
오지로리란, 보이쉬하게 만들어진 로리타 패션을 말한다. 남성보다도 소년을 의식한 디자인이다.
클래시컬 계열 로리타 (en Classical Lolita[*], 일본어: クラシカル系ロリータ)
단순하게는 ‘클래시컬 계열’이라고도 말한다. 아마로리보다 차분한 분위기이며, 일반 사람들에게 많이 알려진 로리타 패션 이미지보다 심플하다. 1950년대 아가씨같은 패션을 다소 달콤하게 만든 것. 프릴이나 레이스를 적게 장식하고, 스커트 기장은 무릎 아래가 많다. 대표 브랜드는 ‘Victorian Maiden, ‘juliette et Justine’, ‘Mary Magdalene’, ‘Innocent World’, ‘Millefleurs’ 등이 있다. ‘엘레강트 로리타’라고도 한다.
로리타 펑크 (en Lolita Punk[*], 일본어: ロリータパンク)
줄여서 ロリパン(로리펑)이라고도 한다. 펑크 패션 디자인을 도입한 로리타. 페미닌한 느낌을 중심으로 체인, 안전핀, 스컬이나 죄수복처럼 줄무늬나 반사회적인 이미지 모티브를 도입한 패션. 라이브 등에서 볼 수 있다. (2006년 시점)
대표 브랜드는 ‘MILK’와 ‘비비안 웨스트우드’가 있다. ‘Vivienne Westwood’는 펑크 밴드 섹스 피스톨즈 의상을 발단으로 펑크 패션이 유행하기 시작했지만, 1980년대 중반부터 그때까지 래디컬한 펑크 노선에서 빅토리안 스타일의 허리를 극단적으로 가늘게 만든 테러드 재킷이나, 코르셋, 19세기 중반부터 후반까지 유행한 종 모양 크리놀린 스커트를 미니 기장으로 만든 미니 크리니를 발표하는 등 유럽 전통미와 융합하기 시작했다. 일본에는 1970년대 후반 착륙했지만, 이 흐름은 아이돌적인 귀여움 안에 조금 자극적인 요소를 더한 신주쿠 브랜드 ‘MILK’와 닮아 있고, 이 두 브랜드를 시초로 로리타 펑크라 불리는 카테고리가 성립됐다.로리타 펑크에 도입된 건, 타탄 체크나 지퍼, 안전핀 등 왕도 모티브로, 일본에서 패션으로써 ‘로리타 펑크’가 유행한 일이 있었고, 특히 가수 쥬디 앤 마리는 그 대상적 존재로 있다고 한다.일반적으로 생각하는 로리타 패션 차림새로써는 반대점에 있는 듯한 아이템을 도입하고 있다.
와로리 (en wa lolita[*], 일본어: 和ロリ)
일본식 복장(和装)을 로리타 느낌이 나도록 어레인지한 레트로하고 탐미적인 패션 스타일.
내츄럴 로리타 (en Casual Lolita[*], 일본어: ナチュラルロリータ)
ナチュロリ(나츄로리)라고도 한다. 내츄럴 계열 패션이나 모리걸 패션 디자인을 도입한 로리타. 대표 브랜드는 ‘MiELette Tautou’.

## 로리타 패션에서 이뤄지는 색 바리에이션
로리타 패션에서 색 배리에이션은 다양하게 보이지만, 정석인 색상이 존재하며, 짙은 남색이나 황색 등의 옷은 개성적이지만 수가 적다. 또한 순수한 로리타라는 분위기는 엷어지는 듯하다. 로리타에서는 하양・검정・빨강・갈색・하늘(サックス)・보르도・분홍이 정석 색으로 주로 쓰인다.

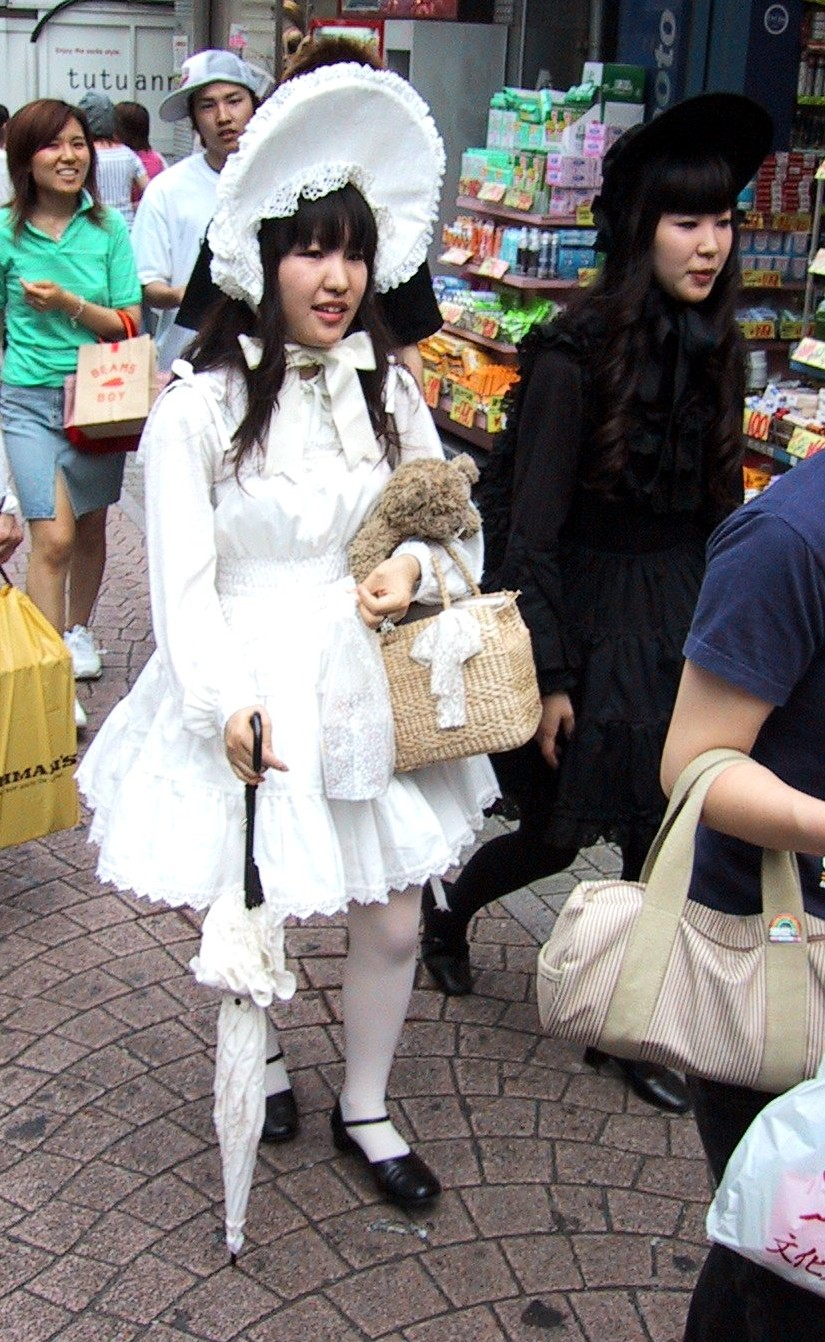
왼쪽 여성은 사랑스러운 테디베어 인형을 들고 있고,백로리라고 추측된다. 이 여성이 고스로리인지 흑로리인지는 확실하지 않으나, 머리 스타일은 세로롤이다.고스로리와 백로리와 흑로리는 겉보기에는 미묘한 차이밖에 없기 때문에, 판단하거나 구별하기는 어렵다.

시로로리 (en White Lolita[*], 일본어: 白ロリ)와 쿠로로리 (en Black Lolita[*], 일본어: 黑ロリ)
로리타 패션에서 중요한 색은 하얀색과 검은색이며, 하얀색을 기본으로 한 로리타 패션을 시로로리라 부른다. 하얀색이 선호되는 건 어떤 색이든 상성이 좋고, 예쁘게 통일되기 때문이다. 그렇기 때문에, 베이직한 색으로 다뤄진다. 그러나, 전신 하얀색 코디는 화려하게 보이지만, 아주 눈에 띄므로 TPO를 생각할 필요가 있고 또한, 관리도 어렵다. 달콤하면서도 맑고 곱기에 기품 있는 분위기이다. 베이지는 표백하지 않은 실이나 천으로, 황색 기미를 띤 하얀색이지만, 따뜻해서 앤틱한 분위기를 가진 옷과는 궁합이 잘 맞아서, 하얀색과 달리 검은색과 맞춰도 인상이 차가워지지 않는다.
한편, 흑은 백의 대칭으로써 선호되지만, 그저 입기만 해서는 음침한 느낌이 나서 인상이 차가워 보인다. 이러한 특징 때문에 검은색은 고딕 느낌이 나는 옷차림을 즐기는 사람에게 사랑받으며, 고스로리와 구별하기 어렵다. 로리타 패션에서는 밝은 인상을 주는 부드러운 색과 조합하거나, 가벼운 소재를 골라서 달콤한 분위기를 무너뜨리지 않는다. 덧붙여, 검은색을 기본으로 꾸민 로리타 패션을 쿠로로리라고 부르지만, 고스로리와 차이점은 고딕 요소를 포함하지 않는다는 것이다. 그러나, 《로리타 의상 도락》(ロリータ衣装道楽)에 의하면 겉모습으로는 미묘한 차이밖에 느껴지지 않는다고 한다. 그럼에도, 흑로리라는 말에는, ‘어둡지만 고스가 아니다.’ 라는 애호가의 강한 아이덴티티 주장을 느낄 수 있다고도 기술되어 있다. 또한, 같은 달콤한 디자인 중에서도 흑로리는 아마로리에는 없는 시크하고 권태(ennui)한 분위기가 있다고 한다.
삭스로리 (en Sax Lolita[*], 일본어: サックスロリ)
삭스로리의 삭스(일본어: サックス)란, 봄여름 로리타 옷에서 잘 볼 수 있는, 뚜렷한 하늘색을 말한다. 애호가 사이에서는 디즈니판 이상한 나라의 앨리스처럼 삭스 블루 원피스에 줄무늬 양말과 하얀색 앞치마를 갖춰 앨리스 느낌으로 꾸미기도 한다.
핑크로리 (en Pink Lolita[*], (일본어: ピンクロリ)
핑크로리는 문자 그대로 핑크 로리타를 가리키지만, 로리타 패션에서는 펄 핑크나, 베이지 핑크나, 회색이 섞인 핑크가 선호되고 있다. 선명한 오페라 핑크나 푸른 빛을 띤 옅은 핑크, 하얀색에 가까운 핑크는 갸루 계열 옷에 많은 색이다. 그렇기에 품위 없게 보일 가능성이 있다고 한다. 핑크는 꿈꾸는 것처럼 달콤하고, 로맨틱한 분위기이고, 심리적으로도 여성스러움을 높이는 색이지만, 코디네이트에서 핑크 색을 고르기는 아주 어렵기 때문에, 아주 약간의 차이로 기품의 정도가 정해지기 쉽다.
아카로리 (en Red Lolita[*], (일본어: 赤ロリ)와 보르도 (en bordeaux[*], (일본어: ボルドー)
아카로리란 빨간색을 기본으로 한 로리타를 말한다. 빨간색은 로리타에서는 일년 내내 사랑받는 색이지만, 빨간색과 닮은 보르도는 가을 옷에 포인트로 쓰인다. 보르도는 숙성된 와인같은 자홍색을 말하며, 달콤하고 큐트한 아카로리에는 없는, 뚜렷한 중후감과 품위있는 화려함이 있다. 또한, 고상하면서도 퇴폐적인 요부(뱀프)의 색이기도 하여, 빨간색보다도 드레시하게 보이지만, 한걸음 삐끗하면 저렴하고 촌스럽게 보일 수도 있다고 한다. 덧붙여, 아카로리는 시로로리와 달리 눈에 띄는 색이지만, 《로리타 의상 도락》(ロリータ衣装道楽)에는 빨간색의 이미지 때문인지 “자신을 갖고 건강하게 입읍시다.”라고 적혀 있다.
갈색・감색 (en Brown・Navy[*], (일본어: ブラウン・紺色)
가을과 겨울이 되면 갈색 로리타가 잘 팔린다. 갈색은 앤틱이나 클래식 로리타 옷으로 잘 어울린다. 감색은 정석이라 할 만큼 언제라도 나오는 색은 아니지만, 《로리타 의상 도락》(ロリータ衣装道楽)에는 “금발과 상성이 좋으니 꼭 도전했으면 하는 추천색”이라고 적혀 있다.

### 신발의 정석 색상
로리타 패션에서 신발의 정석 색상은, 신발에 비해 종류가 적다. 검은색・갈색・빨간색・분홍색・하얀색이 브랜드에서 나오는 주류 범위이다. 그중에서도 검은색과 하얀색은 범용도가 높아서 편리하다. (양말도 그렇다.) 신발 색은 옷과 똑같이 닮은 색 또는 옷에 포인트로 들어간 색과 맞추는 것이 기본이다.

### 로리타 패션 코디네이트에서 색의 기본과 특징
로리타 패션 코디네이트에서는 그다지 색을 많이 쓰지 않고, 같은 색이나 한 색상의 농담(같은 계열 색상)으로 통일하는 것이 기본이다.《로리타 의상 도락》(ロリータ衣装道楽)에서는 그러한 기본을 깨는 건 나쁜 일이 아니라고 기술되어 있는 한편, 그다지 아방가르드한 걸 시도하려 하면 로리타 느낌이 옅어지고, ‘귀엽다’라는 대전제에서 벗어나버리면, 로리타 패션이 아니게 된다고 기술되어 있다. 그렇기 때문에, 익숙해질 때까지는 보수적으로 색을 쓰는 것이 무난하다.
또한, 잡지 등에서는 모드를 의식하기 때문인지 파격적인 컬러 코디네이트를 자주 보여주지만, 그라비아는 배경도 갖춘 하나의 ‘그림’을 만들기에, 일상에 적용하기는 어려운 스타일이 대부분이다.

## ~ 로리
말 끝에 로리타의 로리를 붙여서, 주로 로리타 패션 내용 뿐만 아니라, ‘로리타 패션’을 입는 사람에 대한 상태나 멸칭으로 사용할 때가 많다.
쌍둥이 로리타 (en Twin Lolita[*], (일본어: 双子ロリータ)
로리타 친구(로리 친구)란 두사람이 함께 로리타 옷을 입고 걷는 것을 말한다. 옷은 똑같은 디자인이여도, 색이나 장신구가 미묘하게 다르다.
휴일 로리타・주말 로리타 (일본어: 休日ロリータ・週末ロリータ )
로리타 패션을 일상적으로 입을 수 없어서, 학교나 일을 쉬는 날만 즐기고 있는 사람을 ‘휴일 로리타’, ‘주말 로리타’라고 부르기도 한다.

## 로리타가 선호하는 인테리어
로리타 패션 애호가는 공주님같은 방을 동경하는 사람이 아주 많다. 로리타에게 선호되는 가구로써 대개 후보로 오르는 건, 로리 느낌이 나는 밝고 귀여운 분위기로 분홍색 계열을 기본으로 하얀색으로 칠해진 귀여운 가구나, 클래시컬 느낌이 나는 시크하고 깊은 갈색 앤틱 가구이다.
또한, 로리타에서 동경하는 가구로 맨 먼저 예로 들 수 있는 건 캐노피를 단 침대가 있는데, 좁고 천장이 낮은 방에는 압박감을 줘서, 생각 대로 잘 되지 않을 수 있다. 그렇기 때문에, 천장으로부터 매다는 단순한 캐노피가 소중하게 쓰인다.
그밖에 로리타에게 잘 선호되는 가구는, 곡선 다리(cabriole leg)가 달린 욕조, 의자, 책상, 화장대, 옷장, 샹드리에, 촛대 같은 조명 기구, 프릴이나 레이스가 달린 쿠션, 커튼, 장미 같은 꽃무늬 침대 커버, 조화를 이용한 데커레이션, 인형, 토르소 등으로, 로리타는 큐트하고 팝한 디자인, 엘레강스나 우아한 디자인을 고르는 경향이 있는 듯하다.

## 로리타와 걸리
걸리 패션이란 소녀다움, 귀여움을 너무 달콤하지 않고, 요염(fr coquettish[*])하게, 그리고 쿨하게 어레인지하는 스타일을 말한다.걸리 스타일은 치노 팬츠에 티셔츠 등 캐주얼한 조합으로, 소녀의 건강함과 왈가닥스러움을 강조한 코디네이트이며, 기품있는 인상을 준다. 그렇기 때문에, 일상복으로 무리가 없는 게 많다. 한편, 로리타는 옷 전체에 프릴이나 레이스가 많이 쓰여서 평상복으로 입기는 실용성이 낮고, 입는 사람에 따라서는 멋을 부리거나 정장이 될 수 있지만, 옆에서 보면 완전히 무장한 걸로 보인다. 그래서 로리타는 기이하다는 시선을 받기도 하지만, 로리타 패션 애호가는 로리타의 화려한 장식을 동경하기에, 캐주얼한 것만으로는 만족할 수 없다.다케모토 노바라 작품에 등장하는 옷 대부분은 로리타 또는 걸리로 분류되지만,다케모토 노바라는 걸리와 로리타가 다른 것이라는 견해를 납득할 수 없다고 《패치워크》(パッチワーク)에 적고 있다. 이유는, 인디즈 계열 로리타 브랜드는 마이너리티를 역으로 이용하여 대두해오지만, MILK나 Jane Marple은, 마이너해서 관객이 한정된 로리타 브랜드와 같이 취급되는 걸 원하지 않는다는 의미도 있어서, 1998년 로리타라고 불리는 것을 거부하게 되었기 때문이다. MILK나 Jane Marple은 걸리 스타일로 분류되고 싶어했지만, 다케모토 노바라는 걸리가 아니라고 생각됐고, 디자이너 나카노 히로미치(中野裕通)의 “걸리란 로리타와 같다고 생각한답니다. 남자 시각으로 보면 로리타로, 여자아이 시각으로 보면 걸리.”라는 의견에 동의하고 있다.
또한, 로리타 패션을 입는 사람들 대부분은, 할 수 있으면 좋아하는 양복을, 학교나 직장에서도 입는다면 어떨까하고 생각하고 있다. 그러나, TPO를 시작하려는 여러 가지 사정으로 꽤 실현하기 어렵고, 로리타 패션은 주로 휴일 옷차림으로 머물러 있다. 이런 부분에서 잠재적인 요소를 표제로, 캐주얼 라인 아이템을 발표하는 로리타 패션 브랜드도 있다.

## 같이 보기

### 관련 인물

#### 유명한 로리타 패션 애호가
- 아오키 미사코 (青木美沙子)

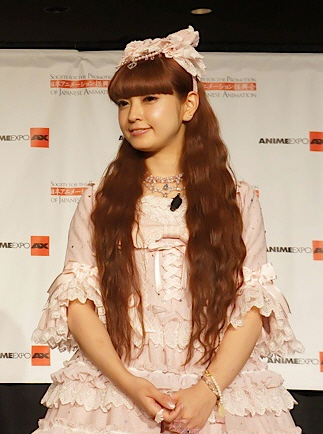
아오키 미사코 (青木美沙子)

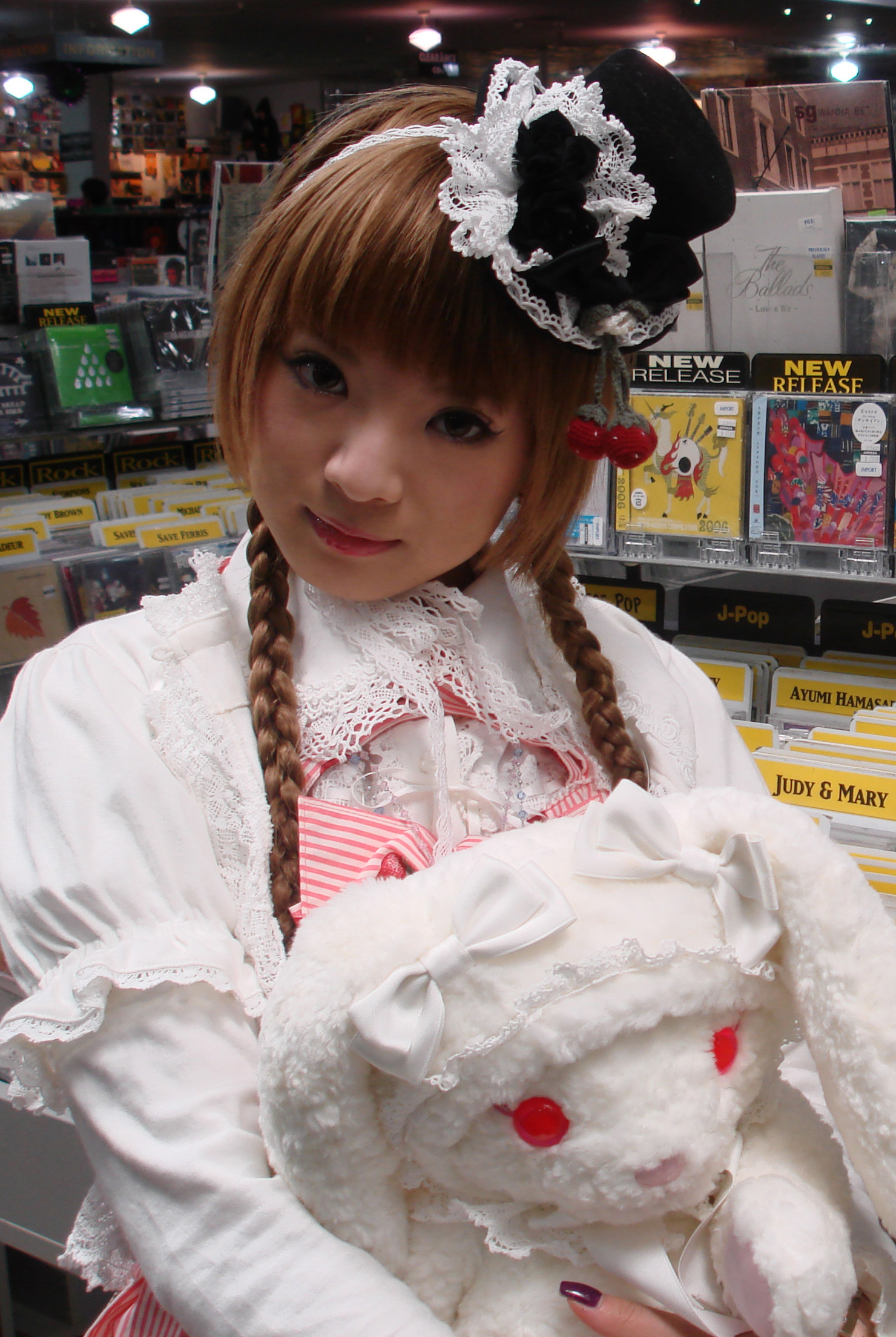
기타데 나나 (北出菜奈)

  - 모델. 패션 잡지 KERA등에서 로리타 모델로써 활약. 2009년에 외무부가 가와이이 대사로 임명하여 해외 로리타 패션을 널리 알리는 활약도 하고 있다. 2013년 2월에는 ‘일본 로리타 협회’를 설립하고, 해외를 향한 정보 발신 기지를 얻었다[88]

- 아마미야 카린(雨宮処凛)
  - 1998년에 애국 펑크 밴드 ‘維新赤誠塾(유신적성학원)’을 결성, 펑크 가수 좌익 활동가로서 활동하여 ミニスカ右翼(미니스커트 좌익)으로서 알려진다. 소녀 시절에 이지메의 희생양이 되어, 등교 거부나 가출, 리스트 컷, 자살 미수를 경험했다. 현재는 고딕 로리타나 로리타 패션에 몸을 감싸고서 ‘고스로리 작가’라 일컬어진다.[136]저작으로는 패션에 대해 논한 것은 적고, 다케모토 노바라처럼 양복 디자인이나 양복과 사람과의 관계보다 젊은이의 우울에 중점을 더 두고 있다.[137]

- 기타데 나나(北出菜奈)
  - 가수. 데뷔 당시는 여자 고등학생 록 싱거 노선으로 유명했으나, 요즘은 원래 좋아하던 로리타 패션을 앞에 내세워, 로리타 애호자에게도 지지를 받고 있다. 또한, 일본 패션 잡지 ‘KERA’에서도 모델 칼럼에서 활약, 파리에서 개최된 행사 Japan Expo에 참가하는 등 그 활동은 여러 갈래로 뻗친다.

- 코쿠쇼쿠 스미레 (黒色すみれ)
  - 유카와 사치 여성 2명으로 이뤄진 일본 가수 듀오이다. 클래식 로리타 유닛. 특히 사치는 사랑스러운 용모로 로리타 패션 애호가에게 인기가 높다. 《로리타 의상 도락》(ロリータ衣装道楽)에 모델로 참가 협력도 했다.[10]

- 다카라노 아리카 (宝野アリカ)
  - ALI PROJECT의 보컬. 10대 시절부터 핑크하우스, 직접 만든 로리타 패션이나 고딕 앤 로리타를 애호했고, 현재 가수 활동을 할 때도 재킷 사진이나 라이브에서 로리타 패션 등을 입고 인지도가 높아져서, 자신이 디자인에 관여한 브랜드 소녀 귀족을 설립한다.

- 다케모토 노바라(嶽本野ばら)
  - 로리타 패션에 관해서 떠올릴 수 있는 명필이며, 1990년대부터 칸사이의 미니컴지에서 수필 등을 발표, 2000년에 《미싱》(ミシン)에서 소설가로 데뷔했다. 《에밀리》(エミリー), 《下妻物語》(시모츠마 이야기), 《데우스의 기아》(デウスの棄て児)와 같은 소설 외에도, 《연애 나라의 앨리스》(恋愛の国のアリス), 《소레이누》(それいぬ) 등의 수필도 직접 다룬다.[138]다케모토 노바라는 소녀(乙女)라는 독자의 언어를 쓰고 있으며, 그가 쓴 텍스트를 읽는 이는 로리타 패션 유저에 고정되지 않는 한편, 그가 쓴 《시모츠마 이야기》(下妻物語)가 영상 미디어에서 대대적으로 로리타 패션 지명도를 높이고, 로리타 패션이 유행으로 흡수된 것 때문에 근심을 가지거나, 그를 증오하는 로리타 패션 유저도 많다.[139]

- 타무라 유카리(田村ゆかり)
  - 성우. 로리타 패션 애호가이기도 하다. 성격이나 복장 취미도 너무 거추장스럽지 않은 아마로리나, 클래시컬 계열을 즐겨 착용하고 있고, 차분하다.

- 준 토가와 (戸川純)
  - 다케모토 노바라가 《Gothic & Lolita Bible vol.1》에서 원조로리타의 예로 든 사람이다.[59]1980년대 활약한 아티스트이며, 배우이자 가수이다. 풍부한 발라드와 로리타 보이스, 뛰어난 가창력을 가지고 있었다. 초기 솔로 라이브에서는 로리타 패션을 의상으로 입고 있었고, 그밖에 고급 매춘부, 천사, 여신 등 신화 모티브를 떠올리는 의상을 입고, 온갖 형태의 여상상을 자유롭게 연기했다. 자기 밴드 중 하나인 야푸즈(YAPOOS)에서는 ‘로리타 108호(ロリータ108号)’, ‘날아라 로리타 위기일발(それいけロリータ危機一髪)’이라는 로리타(소녀성)을 소재로 삼은 악곡도 제작했다.[140]

- 하루나 루나(春奈るな)
  - 가수, 모델. 평소에 로리타 패션을 즐겨서 입고, 가수 데뷔를 하기 전부터 독자 모델로 활약했었다.た[141]이는 고등학생 시절에 오모테산도를 로리타 패션을 입고 걸었을 적에 패션 잡지 ‘KERA’에서 스냅을 찍는 사람들이 말을 걸어온 게 계기였다고 한다.[142]

- 로리타족. (ロリィタ族。)
  - 탤런트, 별명은 ‘ZOXYDOLL’.

- 로빈쨩 (ロビンちゃん)
  - 로리타 탤런트. 로리타 패션을 입고 클럽을 다니는 사이에 세상에 주목받아, ‘아사쿠사바시 영 양복점(浅草橋ヤング洋品店)’ 등 TV 방송에 출연.[85][143] 그 패션이 로봇 콘테스트에 나오는 미소녀 로봇 ‘로빈’과 닮아서 이 이름이 붙여졌다.[144]1990년대 전반 로리타에게 인기가 있던 브랜드 메이드 레인 리뷰(メイドレーンレビュー) 옷을 입고, 미디어를 달궜다.[145]

- 우에사카 스미레(上坂すみれ)
  - 성우. 입으면 자신이 강해지는 기분이 드는 장갑(装甲)이라 칭하여, 중학생부터 아이덴티티의 성립으로써 로리타 패션을 애호하고 있다. 이후에 일상 생활에서 이미 졸업한 대학으로 통학할 때, 현장이나 이벤트에 출연할 때 넓게 착용하고, 특히 매주 방송되던 동영상 생방송에서는, 자기 부담 라인업에서 시청자를 즐겁게 해주었다. 발신처는 일본에 머무르지 않고, J-FEST를 향한 출연을 기회로 모스크바를 방문했을 때는, 현지 로리타 패션 애호가들이 모인 다과회에 참가했다. ‘BABY,THE STARS SHINE BRIGHT’를 많이 애용한다.

#### 로리타 패션을 작중에서 등장시키는 만화가
작가가 실제로 애호하는지는 관계 없이, 로리타 패션을 입은 등장인물을 그려서 애호가에게 영향을 준 만화가이다.
- 쿠스모토 마키 (楠本まき)
  - 고딕 로리타가 등장하기도 전에 독특하고 탐미적인 그림과 ‘Kiss xxxx’로 대표되는 대조되는 따뜻한 스토리로, 로리타와 고딕 테이스트를 사랑하는 팬에게 열광적으로 사랑받아왔다. 작품 특징에서 1980년대 후반부터 90년대 전반 록 음악 팬인 소녀가 느끼는 심경도 맛볼 수 있다. 최근 작품은 페티시한 그림과 컬트 무비같은 표현이 인상적.[137]

- 야자와 아이(矢沢あい)
  - ‘《NANA》’, ‘《이웃집이야기》(ご近所物語)’, ‘《파라다이스 키스》’에서 펑크 스타일이나 로리타 패션을 그리고 있다. ‘NANA’의 미사토(美里)나, ‘이웃집이야기 (ご近所物語)’ 때부터 등장인물 패션스타일에 로리타 스타일을 도입하고 있다. 고딕 로리타 정신성에 중점을 둔 미하라 미츠카즈(三原ミツカズ)와 비교하면 야자와 아이의 시점은, 압도적으로 패션으로써 로리타에 중점을 두고 있고, 고딕이나 로리타의 정신론에는 흥미가 없고, 패션에 열중한 소녀들을 향한 눈빛 속에는 로리타 패션의 소녀들도 점묘되어 있으며, 다른 패션을 고르면서도, 같은 갈등에 흔들리는 같은 세대의 여성들 사이에 공명하는 듯한 묘사가 많다.[146]《Fetish》에서 다케모토 노바라와 대담했다.[147]

- 미하라 미츠카즈 (三原ミツカズ)
  - 다케모토 노바라나 mana로 열거할 수 있는 고딕 로리타 문화의 리더적 존재이며, 노바라가 ‘소녀(乙女) 테마 로리타’ 문화를 대표하는 존재라면, 미하라는 ‘고딕 로리타’ 이미지에 강하게 영향을 받은 만화가이다. 미하라의 작품은 특히 양복을 치밀하게 그려넣은 패셔너블한 그림이 인상적으로, 그 스토리를 통해 일본의 사회파(社会派)라 파악되고 있다.[148]로리타보다도 고딕 앤 로리타 이미지가 강한 만화가지만, 화집 ‘chocolate’에서는 고딕 요소가 없는 로리타도 그리고 있다.[149]

### 연관 문화
《세상과 나와 로리타 패션》(セカイと私とロリータファッション) 이나 《로리타 의상 도락》(ロリータ衣装道楽)등에서 예로 든, 로리타 패션과 관계 깊은 문화, 또는 로리타 패션과 자주 비교되는 문화이다.
- 고딕 (植田裕子 2005, 74쪽)
  - 고딕 소설(ゴシック・ロマンス)(植田裕子 2005, 74쪽)
    - 고스 (植田裕子 2005, 74쪽)
      - 고딕 패션 (植田裕子 2005, 74쪽)
        - 고딕 앤 로리타 (植田裕子 2005, 74쪽)

- 펑크 (植田裕子 2005, 74쪽)
  - 펑크 패션 (植田裕子 2005, 74쪽)

- 올리브 소녀(オリーブ少女) (松浦桃 2007, 46–51쪽)
- 나카하라 준이치(中原淳一)나, 요시야 노부코(吉屋信子)로 대표되는 일본의 소녀문화 (嶽本野ばら 2010, 65쪽)
- 비주얼계 (植田裕子 2005, 74쪽)

- 오타쿠 (植田裕子 2005, 74쪽)
  - 코스프레 (植田裕子 2005, 74쪽)
    - 메이드 (巽孝之 2006, 95쪽)
      - 메이드복 (巽孝之 2006, 95쪽)

- 갸루(히메 계열)(植田裕子 2005)

## 참고 문헌
- 松浦, 桃 (2007). 《セカイと私とロリータファッション》 [세상과 나와 로리타 패션] (일본어). 青弓社. ISBN 978-4787232755. 2016년 10월 4일에 확인함.
- 植田, 裕子 (2005). 《ロリータ 衣装道楽 (マーブルブックス)》 [로리타 의상 도락 (마블 북스)] (일본어). マーブルトロン. ISBN 978-4123900867. 2016년 10월 4일에 확인함.
- 植田, 裕子 (2006). 《ロリータ 衣装道楽II For Relax (マーブルブックス)》 [로리타 의상도락II For Relax (마블 북스)] (일본어). マーブルトロン. ISBN 978-4123901185. 2016년 10월 4일에 확인함.
- 巽孝, 之 (2006). 《人造美女は可能か?》 [인조 미녀는 가능한가?] (일본어). 慶應義塾大学出版会. ISBN 978-4766413014. 2016년 10월 4일에 확인함.
- 嶽本, 野ばら (2010). 《パッチワーク (文春文庫)》 [패치워크 (문춘문고)] (일본어). 文藝春秋. ISBN 978-4167773861. 2016년 10월 4일에 확인함.
- 嶽本, 野ばら (2007). 《Fetish―嶽本野ばらALL WORKS》 [Fetish―다케모토 노바라ALL WORKS] (일본어). 宝島社. ISBN 978-4796656993. 2016년 10월 4일에 확인함.
- 嶽本, 野ばら (2001). 《それいぬ―正しい乙女になるために》 [소레이누―올바른 소녀가 되기 위해서] (일본어). 宝島社. ISBN 978-4167660123. 2016년 10월 4일에 확인함.
- ストリートモード研究会, 편집. (2007). 《ストリートモードブック―ネオ★ゴシック・ロリータ》 [스트리트 모드북―네오★고딕・로리타] (일본어). グラフィック社. ISBN 978-4766117684. 2016년 10월 4일에 확인함.
- アリスデコ編集部, 편집. (2010년 4월). 《アリス・アラモード(アリス・デコ)Spring2010》 [앨리스・아라모드(앨리스・데코)Spring2010]. ISBN 978-4861905896. 2016년 10월 4일에 확인함.